# Em xinh "say hi" (mùa 1)
Mùa đầu tiên của chương trình Em xinh "say hi" được phát sóng trên kênh truyền hình HTV2 - Vie Channel, ON Vie Giải Trí và ứng dụng VieON từ ngày 31 tháng 5 năm 2025. Chủ đề chính của mùa này là The Real Aura.

## Lịch sử sản xuất
Tại đêm chung kết mùa đầu tiên của chương trình Anh trai "say hi" diễn ra vào ngày 14 tháng 9 năm 2024, nhà sản xuất Vie Channel đã thông báo sẽ sớm ra mắt một phiên bản của chương trình này dành cho nữ, với tên dự kiến là Em xinh "say hi". Trong đêm concert thứ tư của Anh trai "say hi" tổ chức tại Hà Nội, Em xinh "say hi" đã công bố thời điểm phát sóng dự kiến vào tháng 4 năm 2025.
Ngày 19 tháng 3 nàm 2025, nhà sản xuất xác nhận chương trình sẽ bắt đầu phát sóng từ ngày 31 tháng 5 năm 2025, muộn hơn một tháng so với thời điểm được công bố ban đầu. Các nhân vật chủ chốt trong ê-kíp thực hiện Em xinh "say hi" đã được ban tổ chức giới thiệu vào ngày 1 tháng 4 năm 2025, đều là những người đã góp phần tạo nên thành công cho Anh trai "say hi" trước đó: người dẫn chương trình Trấn Thành, giám đốc âm nhạc JustaTee – xuất hiện với nghệ danh mới Jessica Thanh Tú, đạo diễn sân khấu Vương Khang và giám đốc thời trang Kye Nguyễn.
Lễ ra mắt chính thức và giao lưu với người hâm mộ đã được tổ chức tại Trung tâm thương mại Thiso Mall, Thành phố Hồ Chí Minh vào chiều ngày 14 tháng 5 năm 2025, với sự xuất hiện của 28 trên 30 nghệ sĩ tham gia chương trình. Cũng giống như phiên bản Anh trai "say hi", các bài hát trong Em xinh “say hi” đều được đầu tư sáng tác hoàn toàn mới với hơn 20 nhạc sĩ và nhà sản xuất âm nhạc phụ trách. Đoạn teaser cho bài hát chủ đề của chương trình, "The Real Aura", được công bố vào cùng ngày, và MV chính thức được phát hành vào ngày 28 tháng 5.

## Danh sách "em xinh"
Em xinh "say hi" quy tụ 30 nữ nghệ sĩ trẻ (được gọi là các "em xinh") hoạt động trong nhiều lĩnh vực nghệ thuật khác nhau, với độ tuổi chủ yếu dưới 30. Mỗi "em xinh" được định được nghĩa là những thần tượng không chỉ sở hữu tài năng và ngoại hình cuốn hút, mà còn có "Real Aura" – khái niệm được chương trình đề cập như một khí chất tỏa sáng đa dạng, không bị giới hạn trong một hình ảnh cố định mà luôn chuyển động và biến hóa, nhưng vẫn giữ được vẻ nữ tính nguyên bản.
Các "em xinh" tham gia chương trình đều phải trải qua quá trình sáng tạo âm nhạc, luyện tập và chinh phục các thử thách để phát triển "Real Aura" đặc trưng của bản thân, trong đó tập trung vào năm yếu tố được cho là cấu thành nên "Real Aura": khí chất mạnh mẽ (Presence), sức hút (Magnetism), bản sắc riêng biệt (Identity), khả năng thích ứng (Adaptability) và sức ảnh hưởng cùng tài năng tạo ra giá trị bền vững (Impact). Chương trình được cho là hướng đến việc tìm kiếm thế hệ nữ thần tượng mới của V-pop sở hữu "Real Aura", sẵn sàng vượt qua những giới hạn cá nhân, thử nghiệm và đổi mới trong nghệ thuật, đồng thời lưu giữ các giá trị truyền thống của phụ nữ Việt Nam. Những người chiến thắng sẽ có cơ hội được xuất hiện trong một nhóm nhạc mới.
Danh sách dưới đây bao gồm tất cả các nghệ sĩ nữ tham gia trong mùa đầu tiên của chương trình, được công bố chính thức vào ngày 2 tháng 5 năm 2025. Trong đó, Bảo Anh đã từng xuất hiện trong mùa đầu tiên của Chị đẹp đạp gió rẽ sóng – chương trình có định dạng tương tự với chương trình này – trước khi rút lui vì lý do cá nhân.
| Em xinh        | Nghề nghiệp          | Năm sinh | Kết quả chung cuộc |
| -------------- | -------------------- | -------- | ------------------ |
| Bích Phương    | Ca sĩ                | 1989     |                    |
| Phương Ly      | Ca sĩ                | 1990     |                    |
| Tiên Tiên      | Ca sĩ/Nhạc sĩ        | 1991     |                    |
| Miu Lê         | Ca sĩ/Diễn viên      | 1991     |                    |
| Bảo Anh        | Ca sĩ/Diễn viên      | 1992     |                    |
| Lâm Bảo Ngọc   | Ca sĩ                | 1996     |                    |
| Orange         | Ca sĩ/Nhạc sĩ        | 1997     |                    |
| Châu Bùi       | Người mẫu            | 1997     |                    |
| MaiQuinn       | Ca sĩ/Nhạc sĩ        | 1998     |                    |
| Juky San       | Ca sĩ                | 1998     |                    |
| Lyhan          | Ca sĩ                | 1999     |                    |
| 52Hz           | Ca sĩ/Nhạc sĩ        | 1999     |                    |
| Saabirose      | Ca sĩ/Nhạc sĩ/Rapper | 2002     |                    |
| Phương Mỹ Chi  | Ca sĩ/Nhạc sĩ        | 2003     |                    |
| Pháo Northside | Rapper/Ca sĩ         | 2003     |                    |
| Lamoon         | Ca sĩ/Diễn viên      | 2003     |                    |
| Mỹ Mỹ          | Ca sĩ/Vũ công        | 1996     | LOẠI               |
| Quỳnh Anh Shyn | Người mẫu            | 1996     | LOẠI               |
| Liu Grace      | Rapper               | 1997     | LOẠI               |
| Vũ Thảo My     | Ca sĩ                | 1997     | LOẠI               |
| Đào Tử A1J     | Ca sĩ/Nhạc sĩ/Rapper | 1999     | LOẠI               |
| Han Sara       | Ca sĩ                | 2000     | LOẠI               |
| Muộii          | Ca sĩ/Nhạc sĩ        | 2002     | LOẠI               |
| Ánh Sáng AZA   | Ca sĩ/Nhạc sĩ        | 2006     | LOẠI               |
| LyLy           | Ca sĩ/Nhạc sĩ        | 1996     | LOẠI               |
| Ngô Lan Hương  | Ca sĩ/Nhạc sĩ        | 1998     | LOẠI               |
| Yeolan         | Ca sĩ/Người mẫu      | 1998     | LOẠI               |
| Chi Xê         | Ca sĩ                | 1999     | LOẠI               |
| Hoàng Duyên    | Ca sĩ                | 1999     | LOẠI               |
| Danmy          | Ca sĩ/Rapper         | 2003     | LOẠI               |

Chú giải màu sắc

## Khách mời
| Khách mời          | Nghề nghiệp             | Năm sinh | Vai trò                                                                        | Tập     |
| ------------------ | ----------------------- | -------- | ------------------------------------------------------------------------------ | ------- |
| Nguyễn Đình Mạnh   | Diễn viên               | 1994     | Phục vụ phòng Tĩnh (tập 1), Sao đỏ (tập 9)                                     | 1, 9    |
| Trần Quốc Anh      | Diễn viên               | 1998     | Phục vụ phòng Tĩnh                                                             | 1       |
| Lê Dương Bảo Lâm   | Diễn viên               | 1989     | Quản gia                                                                       | 3       |
| JSOL               | Ca sĩ                   | 1997     | Khách mời hỗ trợ nhóm "Red Flag"                                               | 3, 4, 5 |
| Quang Hùng MasterD | Ca sĩ/Nhạc sĩ           | 1997     | Khách mời hỗ trợ nhóm "Gã săn cá"                                              | 3, 4, 5 |
| WEAN               | Diễn viên/Rapper        | 1998     | Khách mời hỗ trợ nhóm "Hề"                                                     | 3, 4, 5 |
| Gemini Hùng Huỳnh  | Ca sĩ/Vũ công/Người mẫu | 1999     | Khách mời hỗ trợ nhóm "Điều em luôn mong muốn"                                 | 3, 4, 5 |
| Dương Domic        | Ca sĩ/Nhạc sĩ           | 2000     | Khách mời hỗ trợ nhóm "We Belong Together"                                     | 3, 4, 5 |
| Negav              | Rapper                  | 2001     | Khách mời hỗ trợ nhóm "Perfect"                                                | 3, 4, 5 |
| Pháp Kiều          | Rapper                  | 2001     | Khách mời hỗ trợ nhóm "Không đau nữa rồi"                                      | 3, 4, 5 |
| Tăng Duy Tân       | Ca sĩ/Nhạc sĩ           | 1995     | Khách mời hỗ trợ nhóm "Em chỉ là"                                              | 4, 5    |
| Rùa                | Vũ công                 | 1989     | Giám khảo vòng Dance Battle                                                    | 8       |
| Phan Hiển          | Vũ công                 | 1993     | Giám khảo vòng Dance Battle                                                    | 8       |
| C2Low              | Vũ công                 | 1995     | Giám khảo vòng Dance Battle                                                    | 8       |
| Sơn Lâm            | Vũ công                 | 1995     | Giám khảo vòng Dance Battle                                                    | 8       |
| Phước Lee          | Vũ công/B-boy           | 1995     | Giám khảo vòng Dance Battle                                                    | 8       |
| Thunder            | Vũ công/Diễn viên       | 1997     | Sao đỏ                                                                         | 9       |
| Ngô Lan Hương      | Ca sĩ/Nhạc sĩ           | 1998     | Khách mời biểu diễn với nhóm "Tín hiệu yêu"                                    | 10      |
| Yeolan             | Ca sĩ/Người mẫu         | 1998     | Khách mời biểu diễn với nhóm "Tín hiệu yêu"                                    | 10      |
| Chi Xê             | Ca sĩ                   | 1999     | Khách mời biểu diễn với nhóm "Tín hiệu yêu"                                    | 10      |
| Hoàng Duyên        | Ca sĩ                   | 1999     | Khách mời biểu diễn với nhóm "Tín hiệu yêu"                                    | 10      |
| Muộii              | Ca sĩ/Nhạc sĩ           | 2002     | Khách mời biểu diễn với nhóm "Tín hiệu yêu"                                    | 10      |
| Ánh Sáng AZA       | Ca sĩ/Nhạc sĩ           | 2006     | Khách mời biểu diễn với nhóm "Tín hiệu yêu" Khách mời biểu diễn cùng Tiên Tiên | 10, 13  |
| Phúc Du            | Rapper                  | 1996     | Khách mời biểu diễn cùng Bảo Anh                                               | 12      |

## Nội dung chương trình

### Live Stage 1
Bước vào chương trình, các em xinh tham gia vào cơ chế "chi tiêu sinh tồn", theo đó mỗi người được cấp 100 điểm và có quyền lựa chọn một trong hai phòng: phòng Động để thực hiện thử thách và tích điểm qua ba chặng, hoặc phòng Tĩnh để mua sắm các dịch vụ giải trí và thư giãn. Dựa trên những hình ảnh biểu tượng được đính kèm tại vị trí ngồi ở phòng hội ngộ, họ được chia thành sáu đội ban đầu: đội "Mặt trăng ôm mặt trời" gồm các thành viên Châu Bùi, Yeolan, Lyhan, 52Hz và Ánh Sáng AZA; đội "Kim cương" gồm có Phương Mỹ Chi, MaiQuinn, Bích Phương, Lamoon và Pháo Northside; nhóm "Đôi mắt" gồm có Miu Lê, Ngô Lan Hương, Đào Tử A1J, Muộii, Saabirose; đội "Đôi cánh" gồm Bảo Anh, Mỹ Mỹ, Quỳnh Anh Shyn, Orange và Vũ Thảo My; đội "Vô cực" gồm có Phương Ly, Juky San, Chi Xê, Hoàng Duyên và Tiên Tiên; và đội "Tấm khiên" gồm có LyLy, Lâm Bảo Ngọc, Liu Grace, Han Sara, Danmy. 
Ngoài Miu Lê đã trở thành đội trưởng đầu tiên do hoàn thành thử thách đọc tên đầy đủ của mười trong tổng số 30 em xinh, các đội trưởng còn lại được xác định qua bầu chọn của các thành viên trong đội, gồm Tiên Tiên của đội Vô cực, Bích Phương của đội Kim cương, LyLy của đội Tấm khiên, Quỳnh Anh Shyn của đội Đôi cánh và Châu Bùi của đội Mặt trăng ôm mặt trời. Miu Lê, Bảo Anh và Tiên Tiên – những người đã sở hữu rubik tam giác ở phần mua sắm trước đó – nhận được đặc quyền chuyển sang một đội khác mà họ muốn, đồng thời chọn một thành viên của đội đó để thay thế vị trí của mình. Miu Lê lựa chọn chuyển sang đội của Bích Phương, thay thế cho MaiQuinn trở thành đội trưởng mới của đội Đôi mắt, Tiên Tiên cũng lựa chọn về đội Kim cương để thay thế cho Pháo và Bảo Anh quyết định hoán đổi đội với Miu Lê.
Số điểm của các em xinh sau thử thách "chi tiêu sinh tồn" được sử dụng để mua sắm các vật phẩm giày dép phục vụ cho trò chơi, gồm ba hạng với ba mức giá khác nhau; các đội được xếp thứ tự mua sắm theo tổng điểm từ cao xuống thấp. Đội của Châu Bùi do không đủ điểm để mua chiếc giày cuối cùng nên đã phải lựa chọn một trong hai chiếc giày do người dẫn chương trình Trấn Thành chỉ định. Sau phần trình diễn catwalk làm nóng không khí, các đội bước vào thử thách chính xoạc chân trên những đôi giày đã chọn và nối liền tạo thành một đường thẳng trên sàn diễn. Dựa trên tổng độ dài mà các thành viên đạt được, các đội giành được quyền ưu tiên tương ứng trong việc lựa chọn bài hát, tổng cộng có sáu bài hát mới cho sáu đội (trong đó hai bài hát yêu cầu dàn dựng sân khấu).
Cuối cùng, các em xinh tiến hành thành lập hai liên quân dựa theo màu sắc trên vòng tay và kết quả bốc thăm của Trấn Thành, sau đó Tiên Tiên và Bích Phương đã được lựa chọn để trở thành thủ lĩnh của liên quân 1 và 2. Lúc này, những thành viên đã mua khối rubik lập phương có quyền chọn một người bất kỳ trong liên quân của mình để hoán đổi với một thành viên khác từ liên quân còn lại. Phương Mỹ Chi từ liên quân 2 đã chọn Bích Phương để đổi lấy Pháo; trong khi ở liên quân 1, LyLy chọn Lâm Bảo Ngọc để đổi lấy Bảo Anh, Danmy chọn Miu Lê để đổi lấy Tiên Tiên và Châu Bùi chọn Phương Ly để đổi lấy Ánh Sáng AZA.
Ở vòng trình diễn đầu tiên, 30 em xinh phải trải qua hai lượt thi đấu:
- Lượt 1 – Đấu Liên quân: Mỗi liên quân trình diễn một ca khúc được làm mới từ bài hát chủ đề của chương trình, "The Real Aura", và các khán giả tại trường quay tham gia bình chọn sau khi tiết mục kết thúc. Liên quân nào có số điểm bình chọn cao hơn thì giành chiến thắng trong lượt đấu và được cộng 50 điểm cá nhân cho mỗi thành viên trong liên quân.[18]
- Lượt 2 – Đấu Nhóm: Mỗi nhóm trình diễn một bài hát mới để giành thứ hạng. 300 khán giả tại trường quay bình chọn cho các thành viên trong nhóm sau mỗi tiết mục và bình chọn cho nhóm được yêu thích nhất sau khi tất cả các tiết mục kết thúc. Ba nhóm có số điểm bình chọn cao nhất được nhận lần lượt 100 điểm, 75 điểm và 50 điểm cá nhân cho mỗi thành viên của nhóm.[19]

Kết thúc vòng Live Stage 1, ba đội của Bích Phương, Châu Bùi và MaiQuinn được công bố là ba nhóm xuất sắc nhất của đêm thi, lần lượt nhận được 114 phiếu, 98 phiếu và 97 phiếu. Ba đội còn lại nhận được số phiếu tương ứng là 95, 82 và 81 phiếu, song danh tính cụ thể của các đội ở từng hạng không được công bố. Hai người có số điểm bình chọn thấp nhất được thông báo là Liu Grace và Ánh Sáng AZA, mặc dù vậy không có em xinh nào bị loại sau đêm diễn này.
| Vòng trình diễn sân khấu thứ nhất           | Vòng trình diễn sân khấu thứ nhất           | Vòng trình diễn sân khấu thứ nhất | Vòng trình diễn sân khấu thứ nhất           | Vòng trình diễn sân khấu thứ nhất           | Vòng trình diễn sân khấu thứ nhất           | Vòng trình diễn sân khấu thứ nhất           |
| Tập 1 – Đấu Liên quân (31 tháng 5 năm 2025) | Tập 1 – Đấu Liên quân (31 tháng 5 năm 2025) | Tập 1 – Đấu Liên quân (31 tháng 5 năm 2025) | Tập 1 – Đấu Liên quân (31 tháng 5 năm 2025) | Tập 1 – Đấu Liên quân (31 tháng 5 năm 2025) | Tập 1 – Đấu Liên quân (31 tháng 5 năm 2025) | Tập 1 – Đấu Liên quân (31 tháng 5 năm 2025) |
| Liên quân                                   | Thứ tự                                      | Bài hát biểu diễn (Tác giả) | Thành viên                                  | Số điểm bình chọn                           | Số điểm bình chọn                           | Kết quả                                     |
| ------------------------------------------- | ------------------------------------------- | --- | ------------------------------------------- | ------------------------------------------- | ------------------------------------------- | ------------------------------------------- |
| Liên quân 1                                 | 1                                           | "Đã xinh lại còn thông minh" (JustaTee, Pixel Neko, Mary, Orange, Liu Grace, Ngô Lan Hương, Saabirose)                                                 | Bích Phương                                 | 247                                         | 247                                         |                                             |
| Liên quân 1                                 | 1                                           | "Đã xinh lại còn thông minh" (JustaTee, Pixel Neko, Mary, Orange, Liu Grace, Ngô Lan Hương, Saabirose)                                                 | Phương Ly                                   | 247                                         | 247                                         |                                             |
| Liên quân 1                                 | 1                                           | "Đã xinh lại còn thông minh" (JustaTee, Pixel Neko, Mary, Orange, Liu Grace, Ngô Lan Hương, Saabirose)                                                 | Miu Lê                                      | 247                                         | 247                                         |                                             |
| Liên quân 1                                 | 1                                           | "Đã xinh lại còn thông minh" (JustaTee, Pixel Neko, Mary, Orange, Liu Grace, Ngô Lan Hương, Saabirose)                                                 | Bảo Anh                                     | 247                                         | 247                                         |                                             |
| Liên quân 1                                 | 1                                           | "Đã xinh lại còn thông minh" (JustaTee, Pixel Neko, Mary, Orange, Liu Grace, Ngô Lan Hương, Saabirose)                                                 | LyLy                                        | 247                                         | 247                                         |                                             |
| Liên quân 1                                 | 1                                           | "Đã xinh lại còn thông minh" (JustaTee, Pixel Neko, Mary, Orange, Liu Grace, Ngô Lan Hương, Saabirose)                                                 | Mỹ Mỹ                                       | 247                                         | 247                                         |                                             |
| Liên quân 1                                 | 1                                           | "Đã xinh lại còn thông minh" (JustaTee, Pixel Neko, Mary, Orange, Liu Grace, Ngô Lan Hương, Saabirose)                                                 | Quỳnh Anh Shyn                              | 247                                         | 247                                         |                                             |
| Liên quân 1                                 | 1                                           | "Đã xinh lại còn thông minh" (JustaTee, Pixel Neko, Mary, Orange, Liu Grace, Ngô Lan Hương, Saabirose)                                                 | Orange                                      | 247                                         | 247                                         |                                             |
| Liên quân 1                                 | 1                                           | "Đã xinh lại còn thông minh" (JustaTee, Pixel Neko, Mary, Orange, Liu Grace, Ngô Lan Hương, Saabirose)                                                 | Liu Grace                                   | 247                                         | 247                                         |                                             |
| Liên quân 1                                 | 1                                           | "Đã xinh lại còn thông minh" (JustaTee, Pixel Neko, Mary, Orange, Liu Grace, Ngô Lan Hương, Saabirose)                                                 | Vũ Thảo My                                  | 247                                         | 247                                         |                                             |
| Liên quân 1                                 | 1                                           | "Đã xinh lại còn thông minh" (JustaTee, Pixel Neko, Mary, Orange, Liu Grace, Ngô Lan Hương, Saabirose)                                                 | Ngô Lan Hương                               | 247                                         | 247                                         |                                             |
| Liên quân 1                                 | 1                                           | "Đã xinh lại còn thông minh" (JustaTee, Pixel Neko, Mary, Orange, Liu Grace, Ngô Lan Hương, Saabirose)                                                 | Chi Xê                                      | 247                                         | 247                                         |                                             |
| Liên quân 1                                 | 1                                           | "Đã xinh lại còn thông minh" (JustaTee, Pixel Neko, Mary, Orange, Liu Grace, Ngô Lan Hương, Saabirose)                                                 | Hoàng Duyên                                 | 247                                         | 247                                         |                                             |
| Liên quân 1                                 | 1                                           | "Đã xinh lại còn thông minh" (JustaTee, Pixel Neko, Mary, Orange, Liu Grace, Ngô Lan Hương, Saabirose)                                                 | Saabirose                                   | 247                                         | 247                                         |                                             |
| Liên quân 1                                 | 1                                           | "Đã xinh lại còn thông minh" (JustaTee, Pixel Neko, Mary, Orange, Liu Grace, Ngô Lan Hương, Saabirose)                                                 | Lamoon                                      | 247                                         | 247                                         |                                             |
| Liên quân 2                                 | 2                                           | "AAA" (JustaTee, Kado, Tiên Tiên, Juky San, Lyhan, Đào Tử A1J, 52Hz, Muộii, Pháo Northside, Danmy, Ánh Sáng AZA)                                       | Tiên Tiên                                   | 284                                         | 284                                         | 50 điểm cá nhân                             |
| Liên quân 2                                 | 2                                           | "AAA" (JustaTee, Kado, Tiên Tiên, Juky San, Lyhan, Đào Tử A1J, 52Hz, Muộii, Pháo Northside, Danmy, Ánh Sáng AZA)                                       | Lâm Bảo Ngọc                                | 284                                         | 284                                         | 50 điểm cá nhân                             |
| Liên quân 2                                 | 2                                           | "AAA" (JustaTee, Kado, Tiên Tiên, Juky San, Lyhan, Đào Tử A1J, 52Hz, Muộii, Pháo Northside, Danmy, Ánh Sáng AZA)                                       | Châu Bùi                                    | 284                                         | 284                                         | 50 điểm cá nhân                             |
| Liên quân 2                                 | 2                                           | "AAA" (JustaTee, Kado, Tiên Tiên, Juky San, Lyhan, Đào Tử A1J, 52Hz, Muộii, Pháo Northside, Danmy, Ánh Sáng AZA)                                       | MaiQuinn                                    | 284                                         | 284                                         | 50 điểm cá nhân                             |
| Liên quân 2                                 | 2                                           | "AAA" (JustaTee, Kado, Tiên Tiên, Juky San, Lyhan, Đào Tử A1J, 52Hz, Muộii, Pháo Northside, Danmy, Ánh Sáng AZA)                                       | Juky San                                    | 284                                         | 284                                         | 50 điểm cá nhân                             |
| Liên quân 2                                 | 2                                           | "AAA" (JustaTee, Kado, Tiên Tiên, Juky San, Lyhan, Đào Tử A1J, 52Hz, Muộii, Pháo Northside, Danmy, Ánh Sáng AZA)                                       | Yeolan                                      | 284                                         | 284                                         | 50 điểm cá nhân                             |
| Liên quân 2                                 | 2                                           | "AAA" (JustaTee, Kado, Tiên Tiên, Juky San, Lyhan, Đào Tử A1J, 52Hz, Muộii, Pháo Northside, Danmy, Ánh Sáng AZA)                                       | Lyhan                                       | 284                                         | 284                                         | 50 điểm cá nhân                             |
| Liên quân 2                                 | 2                                           | "AAA" (JustaTee, Kado, Tiên Tiên, Juky San, Lyhan, Đào Tử A1J, 52Hz, Muộii, Pháo Northside, Danmy, Ánh Sáng AZA)                                       | Đào Tử A1J                                  | 284                                         | 284                                         | 50 điểm cá nhân                             |
| Liên quân 2                                 | 2                                           | "AAA" (JustaTee, Kado, Tiên Tiên, Juky San, Lyhan, Đào Tử A1J, 52Hz, Muộii, Pháo Northside, Danmy, Ánh Sáng AZA)                                       | 52Hz                                        | 284                                         | 284                                         | 50 điểm cá nhân                             |
| Liên quân 2                                 | 2                                           | "AAA" (JustaTee, Kado, Tiên Tiên, Juky San, Lyhan, Đào Tử A1J, 52Hz, Muộii, Pháo Northside, Danmy, Ánh Sáng AZA)                                       | Han Sara                                    | 284                                         | 284                                         | 50 điểm cá nhân                             |
| Liên quân 2                                 | 2                                           | "AAA" (JustaTee, Kado, Tiên Tiên, Juky San, Lyhan, Đào Tử A1J, 52Hz, Muộii, Pháo Northside, Danmy, Ánh Sáng AZA)                                       | Muộii                                       | 284                                         | 284                                         | 50 điểm cá nhân                             |
| Liên quân 2                                 | 2                                           | "AAA" (JustaTee, Kado, Tiên Tiên, Juky San, Lyhan, Đào Tử A1J, 52Hz, Muộii, Pháo Northside, Danmy, Ánh Sáng AZA)                                       | Phương Mỹ Chi                               | 284                                         | 284                                         | 50 điểm cá nhân                             |
| Liên quân 2                                 | 2                                           | "AAA" (JustaTee, Kado, Tiên Tiên, Juky San, Lyhan, Đào Tử A1J, 52Hz, Muộii, Pháo Northside, Danmy, Ánh Sáng AZA)                                       | Pháo Northside                              | 284                                         | 284                                         | 50 điểm cá nhân                             |
| Liên quân 2                                 | 2                                           | "AAA" (JustaTee, Kado, Tiên Tiên, Juky San, Lyhan, Đào Tử A1J, 52Hz, Muộii, Pháo Northside, Danmy, Ánh Sáng AZA)                                       | Danmy                                       | 284                                         | 284                                         | 50 điểm cá nhân                             |
| Liên quân 2                                 | 2                                           | "AAA" (JustaTee, Kado, Tiên Tiên, Juky San, Lyhan, Đào Tử A1J, 52Hz, Muộii, Pháo Northside, Danmy, Ánh Sáng AZA)                                       | Ánh Sáng AZA                                | 284                                         | 284                                         | 50 điểm cá nhân                             |
| Tập 2 – Đấu Nhóm (7 tháng 6 năm 2025)       |                                             | |                                             |                                             |                                             |                                             |
| Đội                                         | Thứ tự                                      | Bài hát biểu diễn (Tác giả) | Thành viên                                  | Số điểm bình chọn                           | Thứ hạng                                    | Kết quả                                     |
| Vô cực                                      | 1                                           | "Em xinh em bling" (RedT, DBaola, DucNN, Juky San, Chi Xê, Pháo Northside)                                                                             | Phương Ly                                   |                                             |                                             |                                             |
| Vô cực                                      | 1                                           | "Em xinh em bling" (RedT, DBaola, DucNN, Juky San, Chi Xê, Pháo Northside)                                                                             | Juky San                                    |                                             |                                             |                                             |
| Vô cực                                      | 1                                           | "Em xinh em bling" (RedT, DBaola, DucNN, Juky San, Chi Xê, Pháo Northside)                                                                             | Chi Xê                                      |                                             |                                             |                                             |
| Vô cực                                      | 1                                           | "Em xinh em bling" (RedT, DBaola, DucNN, Juky San, Chi Xê, Pháo Northside)                                                                             | Hoàng Duyên                                 |                                             |                                             |                                             |
| Vô cực                                      | 1                                           | "Em xinh em bling" (RedT, DBaola, DucNN, Juky San, Chi Xê, Pháo Northside)                                                                             | Pháo Northside                              |                                             |                                             |                                             |
| Đôi mắt                                     | 2                                           | "Easier" (Jabb Võ (Tổng Đài), Lý Anh Khoa (Tổng Đài), Nguyễn Lưu Thanh An (Tổng Đài), Minsicko, MaiQuinn, Ngô Lan Hương, Đào Tử A1J, Muộii, Saabirose) | Ngô Lan Hương                               | 97                                          | 3                                           | 50 điểm cá nhân                             |
| Đôi mắt                                     | 2                                           | "Easier" (Jabb Võ (Tổng Đài), Lý Anh Khoa (Tổng Đài), Nguyễn Lưu Thanh An (Tổng Đài), Minsicko, MaiQuinn, Ngô Lan Hương, Đào Tử A1J, Muộii, Saabirose) | MaiQuinn                                    | 97                                          | 3                                           | 50 điểm cá nhân                             |
| Đôi mắt                                     | 2                                           | "Easier" (Jabb Võ (Tổng Đài), Lý Anh Khoa (Tổng Đài), Nguyễn Lưu Thanh An (Tổng Đài), Minsicko, MaiQuinn, Ngô Lan Hương, Đào Tử A1J, Muộii, Saabirose) | Đào Tử A1J                                  | 97                                          | 3                                           | 50 điểm cá nhân                             |
| Đôi mắt                                     | 2                                           | "Easier" (Jabb Võ (Tổng Đài), Lý Anh Khoa (Tổng Đài), Nguyễn Lưu Thanh An (Tổng Đài), Minsicko, MaiQuinn, Ngô Lan Hương, Đào Tử A1J, Muộii, Saabirose) | Muộii                                       | 97                                          | 3                                           | 50 điểm cá nhân                             |
| Đôi mắt                                     | 2                                           | "Easier" (Jabb Võ (Tổng Đài), Lý Anh Khoa (Tổng Đài), Nguyễn Lưu Thanh An (Tổng Đài), Minsicko, MaiQuinn, Ngô Lan Hương, Đào Tử A1J, Muộii, Saabirose) | Saabirose                                   | 97                                          | 3                                           | 50 điểm cá nhân                             |
| Tấm khiên                                   | 3                                           | "Từng" (Ben Ngo, Darrys, Tieman, LyLy, Liu Grace, Danmy)                                                                                               | LyLy                                        |                                             |                                             |                                             |
| Tấm khiên                                   | 3                                           | "Từng" (Ben Ngo, Darrys, Tieman, LyLy, Liu Grace, Danmy)                                                                                               | Lâm Bảo Ngọc                                |                                             |                                             |                                             |
| Tấm khiên                                   | 3                                           | "Từng" (Ben Ngo, Darrys, Tieman, LyLy, Liu Grace, Danmy)                                                                                               | Liu Grace                                   |                                             |                                             |                                             |
| Tấm khiên                                   | 3                                           | "Từng" (Ben Ngo, Darrys, Tieman, LyLy, Liu Grace, Danmy)                                                                                               | Han Sara                                    |                                             |                                             |                                             |
| Tấm khiên                                   | 3                                           | "Từng" (Ben Ngo, Darrys, Tieman, LyLy, Liu Grace, Danmy)                                                                                               | Danmy                                       |                                             |                                             |                                             |
| Đôi cánh                                    | 4                                           | "Đồng dao xinh gái" (Jabb Võ (Tổng Đài), Lý Anh Khoa (Tổng Đài), Nguyễn Lưu Thanh An (Tổng Đài), Gxxfy, JustaTee, Orange)                              | Miu Lê                                      |                                             |                                             |                                             |
| Đôi cánh                                    | 4                                           | "Đồng dao xinh gái" (Jabb Võ (Tổng Đài), Lý Anh Khoa (Tổng Đài), Nguyễn Lưu Thanh An (Tổng Đài), Gxxfy, JustaTee, Orange)                              | Mỹ Mỹ                                       |                                             |                                             |                                             |
| Đôi cánh                                    | 4                                           | "Đồng dao xinh gái" (Jabb Võ (Tổng Đài), Lý Anh Khoa (Tổng Đài), Nguyễn Lưu Thanh An (Tổng Đài), Gxxfy, JustaTee, Orange)                              | Quỳnh Anh Shyn                              |                                             |                                             |                                             |
| Đôi cánh                                    | 4                                           | "Đồng dao xinh gái" (Jabb Võ (Tổng Đài), Lý Anh Khoa (Tổng Đài), Nguyễn Lưu Thanh An (Tổng Đài), Gxxfy, JustaTee, Orange)                              | Orange                                      |                                             |                                             |                                             |
| Đôi cánh                                    | 4                                           | "Đồng dao xinh gái" (Jabb Võ (Tổng Đài), Lý Anh Khoa (Tổng Đài), Nguyễn Lưu Thanh An (Tổng Đài), Gxxfy, JustaTee, Orange)                              | Vũ Thảo My                                  |                                             |                                             |                                             |
| Mặt trăng ôm mặt trời                       | 5                                           | "Run" (Jabb Võ (Tổng Đài), Lý Anh Khoa (Tổng Đài), Nguyễn Lưu Thanh An (Tổng Đài), Dreamble, Châu Bùi, Yeolan, Lyhan, 52Hz, Ánh Sáng AZA)              | Châu Bùi                                    | 98                                          | 2                                           | 75 điểm cá nhân                             |
| Mặt trăng ôm mặt trời                       | 5                                           | "Run" (Jabb Võ (Tổng Đài), Lý Anh Khoa (Tổng Đài), Nguyễn Lưu Thanh An (Tổng Đài), Dreamble, Châu Bùi, Yeolan, Lyhan, 52Hz, Ánh Sáng AZA)              | Yeolan                                      | 98                                          | 2                                           | 75 điểm cá nhân                             |
| Mặt trăng ôm mặt trời                       | 5                                           | "Run" (Jabb Võ (Tổng Đài), Lý Anh Khoa (Tổng Đài), Nguyễn Lưu Thanh An (Tổng Đài), Dreamble, Châu Bùi, Yeolan, Lyhan, 52Hz, Ánh Sáng AZA)              | Lyhan                                       | 98                                          | 2                                           | 75 điểm cá nhân                             |
| Mặt trăng ôm mặt trời                       | 5                                           | "Run" (Jabb Võ (Tổng Đài), Lý Anh Khoa (Tổng Đài), Nguyễn Lưu Thanh An (Tổng Đài), Dreamble, Châu Bùi, Yeolan, Lyhan, 52Hz, Ánh Sáng AZA)              | 52Hz                                        | 98                                          | 2                                           | 75 điểm cá nhân                             |
| Mặt trăng ôm mặt trời                       | 5                                           | "Run" (Jabb Võ (Tổng Đài), Lý Anh Khoa (Tổng Đài), Nguyễn Lưu Thanh An (Tổng Đài), Dreamble, Châu Bùi, Yeolan, Lyhan, 52Hz, Ánh Sáng AZA)              | Ánh Sáng AZA                                | 98                                          | 2                                           | 75 điểm cá nhân                             |
| Kim cương                                   | 6                                           | "Cầm kỳ thi họa" (Tuấn Cry, Masew, DJ Feliks, DTAP, Tiên Tiên, Phương Mỹ Chi, Lamoon)                                                                  | Bích Phương                                 | 114                                         | 1                                           | 100 điểm cá nhân                            |
| Kim cương                                   | 6                                           | "Cầm kỳ thi họa" (Tuấn Cry, Masew, DJ Feliks, DTAP, Tiên Tiên, Phương Mỹ Chi, Lamoon)                                                                  | Tiên Tiên                                   | 114                                         | 1                                           | 100 điểm cá nhân                            |
| Kim cương                                   | 6                                           | "Cầm kỳ thi họa" (Tuấn Cry, Masew, DJ Feliks, DTAP, Tiên Tiên, Phương Mỹ Chi, Lamoon)                                                                  | Bảo Anh                                     | 114                                         | 1                                           | 100 điểm cá nhân                            |
| Kim cương                                   | 6                                           | "Cầm kỳ thi họa" (Tuấn Cry, Masew, DJ Feliks, DTAP, Tiên Tiên, Phương Mỹ Chi, Lamoon)                                                                  | Phương Mỹ Chi                               | 114                                         | 1                                           | 100 điểm cá nhân                            |
| Kim cương                                   | 6                                           | "Cầm kỳ thi họa" (Tuấn Cry, Masew, DJ Feliks, DTAP, Tiên Tiên, Phương Mỹ Chi, Lamoon)                                                                  | Lamoon                                      | 114                                         | 1                                           | 100 điểm cá nhân                            |

     Em xinh là trưởng nhóm phần trình diễn.

### Live Stage 2
Trước khi bước vào vòng trình diễn thứ hai, vòng chọn đội được tổ chức. 30 em xinh được chia làm bốn đội, trong đó hai đội có tám thành viên và hai đội có bảy thành viên. Bốn đội trưởng mới được lựa chọn gồm hai người có số điểm bình chọn cá nhân cao nhất của Live Stage 1 – Miu Lê và Bích Phương, và hai người có số điểm tổng hợp cao nhất của Live Stage 1 – Phương Mỹ Chi và 52Hz. Số lượng thành viên của các đội được xác định bằng bốc thăm, với tám thành viên cho các đội của 52Hz và Bích Phương và bảy thành viên cho các đội của Miu Lê và Phương Mỹ Chi.
Quá trình lập đội diễn ra trong hai lượt:
- Lượt thứ nhất, mỗi đội trưởng đến khu vực riêng để chọn ra ba cây quạt có ghi tên của em xinh mà họ muốn lập đội, trong đó một chiếc quạt có số lẻ, một chiếc quạt có số chẵn và một chiếc quạt chẵn hoặc lẻ tùy ý; các cây quạt được xếp lại đầy đủ sau mỗi lượt chọn. Đội trưởng sau đó lần lượt gặp các em xinh và thuyết phục họ để gia nhập vào đội, việc kết nạp được tính là thành công nếu em xinh chấp nhận đề nghị của đội trưởng. Trong trường hợp nhiều đội trưởng cùng lựa chọn một thành viên, người đó sẽ đưa ra quyết định cuối cùng. Những em xinh từ chối tất cả lời mời từ các đội trưởng tự động di chuyển về khu vực "bể dâu".
- Lượt thứ hai, các em xinh còn lại lần lượt đặt cây quạt của mình lên bàn của một trong bốn đội trưởng mà họ mong muốn gia nhập, và phải thuyết phục đội trưởng đó lựa chọn mình vào đội. Đội trưởng lựa chọn thành viên bằng cách xòe quạt; nếu không thành viên phải di chuyển về khu vực "bể dâu". Những đội trưởng chưa đủ người sẽ chọn các thành viên còn lại tại "bể dâu" bằng cách rút "sợi chỉ tơ hồng", số lượng sợi chỉ phải rút tương ứng với số thành viên còn thiếu của đội.[22]

Sau khi hoàn thành việc chia đội, các em xinh trở về nhà chung và tham gia vào các hoạt động kiếm điểm thưởng dưới sự hướng dẫn của quản gia Lê Dương Bảo Lâm, bao gồm trò chơi Đấu trí AI (cộng 20 điểm cho mỗi bài hát đoán đúng từ lời bài hát được đọc bằng giọng AI) và nhiệm vụ ẩn tại từng phòng (cộng hoặc trừ điểm). Vào ngày tiếp theo, các em xinh được đưa đến một phòng triển lãm với tám bài hát mới tại vòng hai, kèm theo đó là tám bức hình của tám khách mời mà họ sẽ kết hợp cho các phần trình diễn; đoán được tên của khách mời nào thì đội sẽ được kết hợp với khách mời đó, tổng cộng có hai khách mời biểu diễn cho mỗi đội. Sau đó, các đội tiến hành lựa chọn bài hát bằng hình thức đấu giá, vói tổng cộng hai lượt:
- Lượt thứ nhất: Các thành viên trong đội phải đóng góp tối thiểu 70% và tối đa 80% tổng số điểm cá nhân của cả đội (bao gồm điểm thưởng) để lập thành một quỹ đấu giá. Bốn bài hát được lựa chọn ngẫu nhiên với mức điểm sàn tăng dần theo thứ tự: 400 điểm, 500 điểm, 600 điểm và 700 điểm. Trước khi công bố tên của mỗi bài hát, các đội phải đưa ra quyết định có tham gia đấu giá bài hát đó hay không trong vòng 10 giây; nếu không tham gia thì đội bị trừ đi số điểm sàn tương ứng của bài hát. Khi tên bài hát được công bố, nếu chỉ có một đội chọn đấu giá thì bài hát mặc định thuộc về đội đó. Trong trường hợp ngược lại, thực hiện đấu giá tịnh tiến với bước giá 30 điểm cho đến khi xác định được đội trả giá cao nhất và giành được bài hát đó; nếu các đội không tiếp tục trả giá cao hơn số điểm sàn ban đầu thì bị trừ chính số điểm đó trong quỹ đấu giá. Đội không đấu giá được các bài hát trong lượt phải mua bài hát cuối cùng với mức giá bằng 60% số điểm hiện có trong quỹ đấu giá của đội.
- Lượt thứ hai: Số điểm tổng còn lại của các đội được cộng vào quỹ đấu giá, và các đội phải tự phân bố mức điểm sàn cho ba trong bốn bài hát. Bài hát được đưa ra đấu giá là bài có số đội tham gia nhiều nhất và điểm đặt vào cao nhất, với mức điểm sàn là số điểm cao nhất được đặt vào bài hát đó. Các đội thực hiện đấu giá theo bước giá 30 điểm, đội trả giá cao nhất giành được quyền trình diễn bài hát đó. Quá trình được lặp lại với các vòng tiếp theo, trong đó đội phải đặt điểm vào hai trong ba bài hát ở vòng hai và hai bài hát cuối cùng ở vòng ba. Đội không đấu giá được các bài hát  phải mua bài hát cuối cùng bằng toàn bộ số điểm còn lại của họ trong quỹ đấu giá.
- Sau hai lượt đấu giá, đội Bích Phương có số điểm còn lại cao nhất nên đã được cộng 50 điểm vào tổng điểm chung cuộc của cả đội.[22] Toàn bộ số điểm chưa sử dụng trong quỹ đấu giá của các đội đều bị tiêu hủy.

Sau khi tất cả các đội có đủ hai bài hát, từng đội tiếp tục được chia thành hai nhóm nhỏ với ba hoặc bốn thành viên. Mỗi đội phải tham gia vào hai lượt thi đấu, trong đó lượt đầu tiên bao gồm tất cả các nhóm bốn người. 300 khán giả tại trường quay bình chọn cho các em xinh sau mỗi phần trình diễn và nhóm được yêu thích nhất sau mỗi lượt đấu; đội có tổng điểm cao nhất sau hai lượt đấu thì giành chiến thắng và được bảo toàn tất cả các thành viên, trong khi sáu người có số điểm bình chọn cá nhân thấp nhất trong ba đội còn lại sẽ phải dừng cuộc chơi. Kết thúc vòng Live Stage 2, sáu em xinh phải chia tay với chương trình là LyLy, Danmy (đội Miu Lê), Ngô Lan Hương, Yeolan, Hoàng Duyên (đội Bích Phương) và Chi Xê (đội Phương Mỹ Chi).
| Vòng trình diễn sân khấu thứ hai                     | Vòng trình diễn sân khấu thứ hai                     | Vòng trình diễn sân khấu thứ hai                                                                                          | Vòng trình diễn sân khấu thứ hai                     | Vòng trình diễn sân khấu thứ hai                     | Vòng trình diễn sân khấu thứ hai                     | Vòng trình diễn sân khấu thứ hai                     | Vòng trình diễn sân khấu thứ hai                     |
| Tập 4 – Lượt đấu nhóm thứ nhất (21 tháng 6 năm 2025) | Tập 4 – Lượt đấu nhóm thứ nhất (21 tháng 6 năm 2025) | Tập 4 – Lượt đấu nhóm thứ nhất (21 tháng 6 năm 2025)                                                                      | Tập 4 – Lượt đấu nhóm thứ nhất (21 tháng 6 năm 2025) | Tập 4 – Lượt đấu nhóm thứ nhất (21 tháng 6 năm 2025) | Tập 4 – Lượt đấu nhóm thứ nhất (21 tháng 6 năm 2025) | Tập 4 – Lượt đấu nhóm thứ nhất (21 tháng 6 năm 2025) | Tập 4 – Lượt đấu nhóm thứ nhất (21 tháng 6 năm 2025) |
| Đội                                                  | Thứ tự                                               | Bài hát biểu diễn (Tác giả)                                                                                               | Thành viên                                           | Ca sĩ khách mời                                      | Số điểm bình chọn                                    | Số điểm bình chọn                                    | Kết quả                                              |
| ---------------------------------------------------- | ---------------------------------------------------- | --- | ---------------------------------------------------- | ---------------------------------------------------- | ---------------------------------------------------- | ---------------------------------------------------- | ---------------------------------------------------- |
| 4                                                    | 1                                                    | "Hề" (Hoàng Thống, Minsicko, DTAP, WEAN, Chi Xê, Phương Mỹ Chi, Pháo Northside)                                           | Phương Ly                                            | WEAN                                                 | 148                                                  | 148                                                  | Đi tiếp                                              |
| 4                                                    | 1                                                    | "Hề" (Hoàng Thống, Minsicko, DTAP, WEAN, Chi Xê, Phương Mỹ Chi, Pháo Northside)                                           | Chi Xê                                               | WEAN                                                 | 148                                                  | 148                                                  | Bị loại                                              |
| 4                                                    | 1                                                    | "Hề" (Hoàng Thống, Minsicko, DTAP, WEAN, Chi Xê, Phương Mỹ Chi, Pháo Northside)                                           | Phương Mỹ Chi                                        | WEAN                                                 | 148                                                  | 148                                                  | Đi tiếp                                              |
| 4                                                    | 1                                                    | "Hề" (Hoàng Thống, Minsicko, DTAP, WEAN, Chi Xê, Phương Mỹ Chi, Pháo Northside)                                           | Pháo Northside                                       | WEAN                                                 | 148                                                  | 148                                                  | Đi tiếp                                              |
| 1                                                    | 2                                                    | "Red Flag" (Jabb Võ (Tổng Đài), Lý Anh Khoa (Tổng Đài), JustaTee, CM1X, Gxxfy, BeeBB, DucNN, JSOL, Ngô Lan Hương, Lamoon) | Ngô Lan Hương                                        | JSOL                                                 | 74                                                   | 74                                                   | Bị loại                                              |
| 1                                                    | 2                                                    | "Red Flag" (Jabb Võ (Tổng Đài), Lý Anh Khoa (Tổng Đài), JustaTee, CM1X, Gxxfy, BeeBB, DucNN, JSOL, Ngô Lan Hương, Lamoon) | Yeolan                                               | JSOL                                                 | 74                                                   | 74                                                   | Bị loại                                              |
| 1                                                    | 2                                                    | "Red Flag" (Jabb Võ (Tổng Đài), Lý Anh Khoa (Tổng Đài), JustaTee, CM1X, Gxxfy, BeeBB, DucNN, JSOL, Ngô Lan Hương, Lamoon) | Han Sara                                             | JSOL                                                 | 74                                                   | 74                                                   | Đi tiếp                                              |
| 1                                                    | 2                                                    | "Red Flag" (Jabb Võ (Tổng Đài), Lý Anh Khoa (Tổng Đài), JustaTee, CM1X, Gxxfy, BeeBB, DucNN, JSOL, Ngô Lan Hương, Lamoon) | Lamoon                                               | JSOL                                                 | 74                                                   | 74                                                   | Đi tiếp                                              |
| 2                                                    | 3                                                    | "We Belong Together" (Châu Đăng Khoa, Dreamble, Minsicko, Miu Lê, LyLy, Juky San, Dương Domic, Danmy)                     | Miu Lê                                               | Dương Domic                                          | 139                                                  | 139                                                  | Đi tiếp                                              |
| 2                                                    | 3                                                    | "We Belong Together" (Châu Đăng Khoa, Dreamble, Minsicko, Miu Lê, LyLy, Juky San, Dương Domic, Danmy)                     | LyLy                                                 | Dương Domic                                          | 139                                                  | 139                                                  | Bị loại                                              |
| 2                                                    | 3                                                    | "We Belong Together" (Châu Đăng Khoa, Dreamble, Minsicko, Miu Lê, LyLy, Juky San, Dương Domic, Danmy)                     | Juky San                                             | Dương Domic                                          | 139                                                  | 139                                                  | Đi tiếp                                              |
| 2                                                    | 3                                                    | "We Belong Together" (Châu Đăng Khoa, Dreamble, Minsicko, Miu Lê, LyLy, Juky San, Dương Domic, Danmy)                     | Danmy                                                | Dương Domic                                          | 139                                                  | 139                                                  | Bị loại                                              |
| 3                                                    | 4                                                    | "Không đau nữa rồi" (Bùi Trường Linh, Đoàn Minh Vũ, Tieman, Rio, Minsicko, Orange, 52Hz, Pháp Kiều)                       | Mỹ Mỹ                                                | Pháp Kiều                                            | 185                                                  | 185                                                  | Đi tiếp                                              |
| 3                                                    | 4                                                    | "Không đau nữa rồi" (Bùi Trường Linh, Đoàn Minh Vũ, Tieman, Rio, Minsicko, Orange, 52Hz, Pháp Kiều)                       | Orange                                               | Pháp Kiều                                            | 185                                                  | 185                                                  | Đi tiếp                                              |
| 3                                                    | 4                                                    | "Không đau nữa rồi" (Bùi Trường Linh, Đoàn Minh Vũ, Tieman, Rio, Minsicko, Orange, 52Hz, Pháp Kiều)                       | Châu Bùi                                             | Pháp Kiều                                            | 185                                                  | 185                                                  | Đi tiếp                                              |
| 3                                                    | 4                                                    | "Không đau nữa rồi" (Bùi Trường Linh, Đoàn Minh Vũ, Tieman, Rio, Minsicko, Orange, 52Hz, Pháp Kiều)                       | 52Hz                                                 | Pháp Kiều                                            | 185                                                  | 185                                                  | Đi tiếp                                              |
| Tập 5 – Lượt đấu nhóm thứ hai (28 tháng 6 năm 2025)  |                                                      | |                                                      |                                                      |                                                      |                                                      |                                                      |
| Đội                                                  | Thứ tự                                               | Bài hát biểu diễn (Tác giả)                                                                                               | Thành viên                                           | Ca sĩ khách mời                                      | Số điểm bình chọn                                    | Tổng điểm                                            | Kết quả                                              |
| 2                                                    | 1                                                    | "Điều em luôn mong muốn" (Jabb Võ (Tổng Đài), Lý Anh Khoa (Tổng Đài), Gxxfy, Kado, Juky San, Đào Tử A1J)                  | Tiên Tiên                                            | Gemini Hùng Huỳnh                                    | 60                                                   | 199                                                  | Đi tiếp                                              |
| 2                                                    | 1                                                    | "Điều em luôn mong muốn" (Jabb Võ (Tổng Đài), Lý Anh Khoa (Tổng Đài), Gxxfy, Kado, Juky San, Đào Tử A1J)                  | Vũ Thảo My                                           | Gemini Hùng Huỳnh                                    | 60                                                   | 199                                                  | Đi tiếp                                              |
| 2                                                    | 1                                                    | "Điều em luôn mong muốn" (Jabb Võ (Tổng Đài), Lý Anh Khoa (Tổng Đài), Gxxfy, Kado, Juky San, Đào Tử A1J)                  | Đào Tử A1J                                           | Gemini Hùng Huỳnh                                    | 60                                                   | 199                                                  | Đi tiếp                                              |
| 3                                                    | 2                                                    | "Gã săn cá" (DC Tâm, BeeBB, DBaola, Minsicko, Orange, Quang Hùng MasterD, 52Hz, Saabirose)                                | Lâm Bảo Ngọc                                         | Quang Hùng MasterD                                   | 154                                                  | 339                                                  | Đi tiếp                                              |
| 3                                                    | 2                                                    | "Gã săn cá" (DC Tâm, BeeBB, DBaola, Minsicko, Orange, Quang Hùng MasterD, 52Hz, Saabirose)                                | Quỳnh Anh Shyn                                       | Quang Hùng MasterD                                   | 154                                                  | 339                                                  | Đi tiếp                                              |
| 3                                                    | 2                                                    | "Gã săn cá" (DC Tâm, BeeBB, DBaola, Minsicko, Orange, Quang Hùng MasterD, 52Hz, Saabirose)                                | MaiQuinn                                             | Quang Hùng MasterD                                   | 154                                                  | 339                                                  | Đi tiếp                                              |
| 3                                                    | 2                                                    | "Gã săn cá" (DC Tâm, BeeBB, DBaola, Minsicko, Orange, Quang Hùng MasterD, 52Hz, Saabirose)                                | Saabirose                                            | Quang Hùng MasterD                                   | 154                                                  | 339                                                  | Đi tiếp                                              |
| 4                                                    | 3                                                    | "Perfect" (Saabirose, DucNN, Minsicko, Liu Grace, Negav, Ánh Sáng AZA)                                                    | Bảo Anh                                              | Negav                                                | 82                                                   | 230                                                  | Đi tiếp                                              |
| 4                                                    | 3                                                    | "Perfect" (Saabirose, DucNN, Minsicko, Liu Grace, Negav, Ánh Sáng AZA)                                                    | Liu Grace                                            | Negav                                                | 82                                                   | 230                                                  | Đi tiếp                                              |
| 4                                                    | 3                                                    | "Perfect" (Saabirose, DucNN, Minsicko, Liu Grace, Negav, Ánh Sáng AZA)                                                    | Ánh Sáng AZA                                         | Negav                                                | 82                                                   | 230                                                  | Đi tiếp                                              |
| 1                                                    | 4                                                    | "Em chỉ là" (RedT, Tinle, Nguyễn Hữu Vượng, Bích Phương, Tăng Duy Tân, Hoàng Duyên, Lyhan, Muộii)                         | Bích Phương                                          | Tăng Duy Tân                                         | 208                                                  | 332                                                  | Đi tiếp                                              |
| 1                                                    | 4                                                    | "Em chỉ là" (RedT, Tinle, Nguyễn Hữu Vượng, Bích Phương, Tăng Duy Tân, Hoàng Duyên, Lyhan, Muộii)                         | Hoàng Duyên                                          | Tăng Duy Tân                                         | 208                                                  | 332                                                  | Bị loại                                              |
| 1                                                    | 4                                                    | "Em chỉ là" (RedT, Tinle, Nguyễn Hữu Vượng, Bích Phương, Tăng Duy Tân, Hoàng Duyên, Lyhan, Muộii)                         | Lyhan                                                | Tăng Duy Tân                                         | 208                                                  | 332                                                  | Đi tiếp                                              |
| 1                                                    | 4                                                    | "Em chỉ là" (RedT, Tinle, Nguyễn Hữu Vượng, Bích Phương, Tăng Duy Tân, Hoàng Duyên, Lyhan, Muộii)                         | Muộii                                                | Tăng Duy Tân                                         | 208                                                  | 332                                                  | Đi tiếp                                              |

### Live Stage 3
Tại vòng trình diễn thứ ba, 24 em xinh được chia thành sáu đội mới với bốn thành viên. Ba người có số điểm cá nhân cao nhất của vòng trước – 52Hz, Orange và Miu Lê – được chọn là ba đội trưởng đầu tiên, cùng với hai em xinh Tiên Tiên và Phương Ly được khán giả bình chọn vào vị trí đội trưởng nhiều nhất sau Live Stage 2. Mỹ Mỹ được xác định là đội trưởng cuối cùng thông qua bốc thăm ngẫu nhiên. Quá trình lập đội diễn ra trong ba lượt, với lưu ý rằng thành viên không được từ chối lựa chọn của đội trưởng ở tất cả các lượt; và sau mỗi lượt lập đội, đội trưởng có thêm một thành viên mới. 
- Lượt đầu tiên, mỗi đội trưởng lần lượt chọn một em xinh mà họ muốn lập đội dựa theo thứ tự xếp hạng của họ. Các đội trưởng có một quyền phản đối duy nhất trước lựa chọn của đội trưởng khác, nếu không ai phản đối thì em xinh thuộc về đội trưởng đó. Trong trường hợp có đội trưởng phản đối, thành viên là người đưa ra quyết định cuối cùng; nếu thành viên chọn người phản đối thì đội trưởng đang trong lượt chọn bị mất lượt và phải chờ lượt tiếp theo.
- Lượt thứ hai, sáu em xinh được bốc thăm ngẫu nhiên để sáu đội trưởng tiến hành chọn một trong sáu người. Quy tắc tương tự lượt đầu tiên.
- Lượt thứ ba, dựa trên thứ tự bốc thăm, mỗi đội trưởng chọn ra một thành viên cuối cùng vào đội.

Sau khi công bố sáu bài hát mới cho vòng ba (với mỗi liên quân được chỉ định ba bài hát), các em xinh tham gia vào bốn trò chơi để tích lũy điểm số và giành quyền ưu tiên trong việc chọn bài hát. Mỗi đội được cấp 1000 điểm để phân bổ số điểm cược cho từng trò chơi, nếu thắng được cộng số điểm đã đặt cược, thua không có điểm (trường hợp đội sử dụng "ngôi sao ảo vọng" một lần, đội được cộng thêm 50% số điểm cược của trò chơi nếu thắng và bị trừ đi số điểm tương ứng nếu thua). Các đội ở Live Stage 3 phải trải qua hai vòng đấu:
- Vòng 1 – Đấu đối kháng liên quân: Thi đấu trình diễn bài hát giữa các liên quân. Mỗi nhóm ba đội tạo thành một liên quân, thi đấu đối kháng với từng đội của liên quân còn lại trong ba lượt. Trước mỗi lượt đấu, các liên quân dùng 1000 điểm được cấp ban đầu để đặt ra một số điểm thách đấu (tối thiểu 200 điểm); đội thắng lượt đấu được cộng số điểm thách đấu vào điểm của liên quân, còn đội thua không bị trừ điểm. Liên quân chiến thắng là liên quân có số điểm tổng cao hơn sau các lượt.
- Vòng 2 – Dance Battle: Thi đấu nhảy giữa các đội. Mỗi đội cử ra một thành viên để tham gia ở mỗi lượt, tổng cộng ba lượt đấu tất cả. Ở vòng 1, lần lượt từng người trình diễn một tiết mục trong vòng 60 giây với sự hỗ trợ của tối đa bốn vũ công (có thể bao gồm các thành viên của đội). Ở vòng 2 và vòng 3, từng thành viên của các đội theo hiệu lệnh của MC sẽ trình diễn trên cùng một nền nhạc cho sẵn. Kết quả bình chọn sau mỗi vòng được quyết định bởi 5 giám khảo và 300 khán giả trường quay, trong đó các đội có số điểm thấp nhất (một đội ở vòng 1 và hai đội ở vòng 2) sẽ bị loại. Ba đội có thứ hạng cao nhất từ vòng đấu được cộng lần lượt 100 điểm, 80 điểm và 60 điểm, chia đều cho mỗi thành viên trong đội.

Kết thúc lượt đấu liên quân, liên quân 1 của các đội trưởng Phương Ly, Orange, 52Hz giành được 400 điểm còn liên quân 2 của các đội trưởng Miu Lê, Tiên Tiên, Mỹ Mỹ giành được 600 điểm, nên liên quân 2 giành chiến thắng chung cuộc.
Dựa trên tổng điểm của các đội sau hai vòng, liên quân thắng phải loại một thành viên có số điểm cá nhân thấp nhất của đội có tổng điểm cá nhân thấp nhất (hai đội còn lại được an toàn), trong khi liên quân thua phải loại ba thành viên thấp điểm nhất. Kết thúc Live Stage 3, bốn em xinh phải chia tay với chương trình là Muộii (đội Phương Ly), Han Sara (đội Orange), Đào Tử A1J (đội 52Hz) thuộc liên quân 1, và Ánh Sáng AZA (đội Tiên Tiên) thuộc liên quân 2.
| Vòng trình diễn sân khấu thứ ba            | Vòng trình diễn sân khấu thứ ba            | Vòng trình diễn sân khấu thứ ba                                                                     | Vòng trình diễn sân khấu thứ ba            | Vòng trình diễn sân khấu thứ ba            | Vòng trình diễn sân khấu thứ ba            | Vòng trình diễn sân khấu thứ ba            |
| Vòng đấu thứ nhất: Đấu đối kháng liên quân | Vòng đấu thứ nhất: Đấu đối kháng liên quân | Vòng đấu thứ nhất: Đấu đối kháng liên quân                                                          | Vòng đấu thứ nhất: Đấu đối kháng liên quân | Vòng đấu thứ nhất: Đấu đối kháng liên quân | Vòng đấu thứ nhất: Đấu đối kháng liên quân | Vòng đấu thứ nhất: Đấu đối kháng liên quân |
| Liên quân                                  | Thứ tự                                     | Bài hát biểu diễn (Tác giả)                                                                         | Thành viên                                 | Số điểm bình chọn                          | Tổng điểm cá nhân                          | Kết quả                                    |
| Tập 7 (12 tháng 7 năm 2025)                | Tập 7 (12 tháng 7 năm 2025)                | Tập 7 (12 tháng 7 năm 2025)                                                                         | Tập 7 (12 tháng 7 năm 2025)                | Tập 7 (12 tháng 7 năm 2025)                | Tập 7 (12 tháng 7 năm 2025)                | Tập 7 (12 tháng 7 năm 2025)                |
| Lượt thi đấu 1                             | Lượt thi đấu 1                             | Lượt thi đấu 1                                                                                      | Lượt thi đấu 1                             | Lượt thi đấu 1                             | Lượt thi đấu 1                             | Lượt thi đấu 1                             |
| ------------------------------------------ | ------------------------------------------ | --------------------------------------------------------------------------------------------------- | ------------------------------------------ | ------------------------------------------ | ------------------------------------------ | ------------------------------------------ |
| 1                                          | 1                                          | "So đậm" (Kai Đinh, Trid Minh, Tinle, Phương Ly, Vũ Thảo My, Châu Bùi, Muộii)                       | Phương Ly                                  | 156                                        | 965                                        | Đi tiếp                                    |
| 1                                          | 1                                          | "So đậm" (Kai Đinh, Trid Minh, Tinle, Phương Ly, Vũ Thảo My, Châu Bùi, Muộii)                       | Vũ Thảo My                                 | 156                                        | 965                                        | Đi tiếp                                    |
| 1                                          | 1                                          | "So đậm" (Kai Đinh, Trid Minh, Tinle, Phương Ly, Vũ Thảo My, Châu Bùi, Muộii)                       | Châu Bùi                                   | 156                                        | 965                                        | Đi tiếp                                    |
| 1                                          | 1                                          | "So đậm" (Kai Đinh, Trid Minh, Tinle, Phương Ly, Vũ Thảo My, Châu Bùi, Muộii)                       | Muộii                                      | 156                                        | 965                                        | Bị loại                                    |
| 2                                          | 2                                          | "Lời thật lòng khi say" (Kai Đinh, BeeBB, Darrys, Minsicko, Juky San)                               | Bích Phương                                | 144                                        | 1013                                       | Đi tiếp                                    |
| 2                                          | 2                                          | "Lời thật lòng khi say" (Kai Đinh, BeeBB, Darrys, Minsicko, Juky San)                               | Miu Lê                                     | 144                                        | 1013                                       | Đi tiếp                                    |
| 2                                          | 2                                          | "Lời thật lòng khi say" (Kai Đinh, BeeBB, Darrys, Minsicko, Juky San)                               | Quỳnh Anh Shyn                             | 144                                        | 1013                                       | Đi tiếp                                    |
| 2                                          | 2                                          | "Lời thật lòng khi say" (Kai Đinh, BeeBB, Darrys, Minsicko, Juky San)                               | Juky San                                   | 144                                        | 1013                                       | Đi tiếp                                    |
| Lượt thi đấu 2                             |                                            | |                                            |                                            |                                            |                                            |
| 1                                          | 3                                          | "I'll Be There" (JustaTee, Dreamble, Cheezebout, Minsicko, Orange, Han Sara, Phương Mỹ Chi, Lamoon) | Orange                                     | 141                                        | 968                                        | Đi tiếp                                    |
| 1                                          | 3                                          | "I'll Be There" (JustaTee, Dreamble, Cheezebout, Minsicko, Orange, Han Sara, Phương Mỹ Chi, Lamoon) | Han Sara                                   | 141                                        | 968                                        | Bị loại                                    |
| 1                                          | 3                                          | "I'll Be There" (JustaTee, Dreamble, Cheezebout, Minsicko, Orange, Han Sara, Phương Mỹ Chi, Lamoon) | Phương Mỹ Chi                              | 141                                        | 968                                        | Đi tiếp                                    |
| 1                                          | 3                                          | "I'll Be There" (JustaTee, Dreamble, Cheezebout, Minsicko, Orange, Han Sara, Phương Mỹ Chi, Lamoon) | Lamoon                                     | 141                                        | 968                                        | Đi tiếp                                    |
| 2                                          | 4                                          | "Em không có ưa" (Hưng Cacao, Pixel Neko, Tiên Tiên, Bảo Anh, Saabirose, Ánh Sáng AZA)              | Tiên Tiên                                  | 159                                        | 964                                        | Đi tiếp                                    |
| 2                                          | 4                                          | "Em không có ưa" (Hưng Cacao, Pixel Neko, Tiên Tiên, Bảo Anh, Saabirose, Ánh Sáng AZA)              | Bảo Anh                                    | 159                                        | 964                                        | Đi tiếp                                    |
| 2                                          | 4                                          | "Em không có ưa" (Hưng Cacao, Pixel Neko, Tiên Tiên, Bảo Anh, Saabirose, Ánh Sáng AZA)              | Saabirose                                  | 159                                        | 964                                        | Đi tiếp                                    |
| 2                                          | 4                                          | "Em không có ưa" (Hưng Cacao, Pixel Neko, Tiên Tiên, Bảo Anh, Saabirose, Ánh Sáng AZA)              | Ánh Sáng AZA                               | 159                                        | 964                                        | Bị loại                                    |
| Tập 8 (19 tháng 7 năm 2025)                |                                            | |                                            |                                            |                                            |                                            |
| Lượt thi đấu 3                             |                                            | |                                            |                                            |                                            |                                            |
| 1                                          | 5                                          | "Quả chín quá" (DC Tâm, Minsicko, Đào Tử A1J, 52Hz, Pháo Northside)                                 | Lâm Bảo Ngọc                               | 149                                        | 1036                                       | Đi tiếp                                    |
| 1                                          | 5                                          | "Quả chín quá" (DC Tâm, Minsicko, Đào Tử A1J, 52Hz, Pháo Northside)                                 | Đào Tử A1J                                 | 149                                        | 1036                                       | Bị loại                                    |
| 1                                          | 5                                          | "Quả chín quá" (DC Tâm, Minsicko, Đào Tử A1J, 52Hz, Pháo Northside)                                 | 52Hz                                       | 149                                        | 1036                                       | Đi tiếp                                    |
| 1                                          | 5                                          | "Quả chín quá" (DC Tâm, Minsicko, Đào Tử A1J, 52Hz, Pháo Northside)                                 | Pháo Northside                             | 149                                        | 1036                                       | Đi tiếp                                    |
| 2                                          | 6                                          | "Not My Fault" (Belle MJ, BWGW, Anh Bùi, Dreamble, Liu Grace, MaiQuinn, Lyhan)                      | Mỹ Mỹ                                      | 151                                        | 1086                                       | Đi tiếp                                    |
| 2                                          | 6                                          | "Not My Fault" (Belle MJ, BWGW, Anh Bùi, Dreamble, Liu Grace, MaiQuinn, Lyhan)                      | Liu Grace                                  | 151                                        | 1086                                       | Đi tiếp                                    |
| 2                                          | 6                                          | "Not My Fault" (Belle MJ, BWGW, Anh Bùi, Dreamble, Liu Grace, MaiQuinn, Lyhan)                      | MaiQuinn                                   | 151                                        | 1086                                       | Đi tiếp                                    |
| 2                                          | 6                                          | "Not My Fault" (Belle MJ, BWGW, Anh Bùi, Dreamble, Liu Grace, MaiQuinn, Lyhan)                      | Lyhan                                      | 151                                        | 1086                                       | Đi tiếp                                    |
| Vòng đấu thứ hai: Dance Battle             |                                            | |                                            |                                            |                                            |                                            |
| Thứ tự                                     | Đội trưởng                                 | Thành viên                                                                                          | Tổng điểm                                  | Tổng điểm                                  | Thứ hạng                                   | Kết quả                                    |
| Vòng 1 – Showcase                          |                                            | |                                            |                                            |                                            |                                            |
| 1                                          | Miu Lê                                     | Bích Phương                                                                                         | 288                                        | 288                                        | 5                                          | Vòng 2                                     |
| 2                                          | Tiên Tiên                                  | Ánh Sáng AZA                                                                                        | 300                                        | 300                                        | 4                                          | Vòng 2                                     |
| 3                                          | Phương Ly                                  | Phương Ly                                                                                           | 359                                        | 359                                        | 1                                          | Vòng 2                                     |
| 4                                          | Mỹ Mỹ                                      | Mỹ Mỹ                                                                                               | 341                                        | 341                                        | 3                                          | Vòng 2                                     |
| 5                                          | Orange                                     | Lamoon                                                                                              | 283,5                                      | 283,5                                      | 6                                          | Bị loại                                    |
| 6                                          | 52Hz                                       | Lâm Bảo Ngọc                                                                                        | 346                                        | 346                                        | 2                                          | Vòng 2                                     |
| Vòng 2 – Cypher Battle                     |                                            | |                                            |                                            |                                            |                                            |
| 1                                          | Tiên Tiên                                  | Bảo Anh                                                                                             | 165                                        | 165                                        | 5                                          | Bị loại                                    |
| 2                                          | Miu Lê                                     | Miu Lê                                                                                              | 318,5                                      | 318,5                                      | 1                                          | Vòng 3                                     |
| 3                                          | Phương Ly                                  | Châu Bùi                                                                                            | 248,5                                      | 248,5                                      | 4                                          | Bị loại                                    |
| 4                                          | 52Hz                                       | Đào Tử A1J                                                                                          | 274,5                                      | 274,5                                      | 2                                          | Vòng 3                                     |
| 5                                          | Mỹ Mỹ                                      | Lyhan                                                                                               | 249,5                                      | 249,5                                      | 3                                          | Vòng 3                                     |
| Vòng 3 – Final Cypher Battle               |                                            | |                                            |                                            |                                            |                                            |
| 1                                          | 52Hz                                       | 52Hz                                                                                                | 306                                        | 306                                        | 2                                          | + 80 điểm đội                              |
| 2                                          | Mỹ Mỹ                                      | MaiQuinn                                                                                            | 307                                        | 307                                        | 1                                          | + 100 điểm đội                             |
| 3                                          | Miu Lê                                     | Juky San                                                                                            | 302                                        | 302                                        | 3                                          | + 60 điểm đội                              |

### Live Stage 4
Tại vòng trình diễn thứ tư, 20 em xinh được chia thành bốn đội mới với năm thành viên cho mỗi đội. Dựa trên bảng điểm sau Live Stage 3, Lyhan, Bích Phương, Lâm Bảo Ngọc và Phương Ly được chỉ định là bốn đội trưởng mới của vòng này; trong khi 16 thành viên còn lại được chia đều thành hai khối A và B để thực hiện việc ghép cặp. Căn cứ vào số lượng thư mời từng người nhận được (người ở khối A được gửi hai lời mời và người ở khối B gửi một lời mời), thành viên khối A có hai lượt lựa chọn đồng đội và có quyền từ chối tất cả các lời mời gửi đến mình ở lượt đầu tiên để chờ lượt chọn tiếp theo. Thành viên ở khối B chỉ có một lần chọn duy nhất, nếu từ chối tất cả các lời mời hoặc bị những người nhận lời mời từ chối thì phải di chuyển đến khu vực "bể dâu". Những người chưa có cặp sau tất cả các lần chọn sẽ tự bắt cặp với nhau tại "bể dâu" theo thứ hạng của họ.
Sau khi cả tám cặp được hình thành, bốn đội trưởng tiến hành lựa chọn từng cặp một bước vào khu vực lập đội, cứ hai cặp thành viên tạo thành một đội hình đầy đủ. Các cặp thành viên có quyền quyết định trong việc chọn gia nhập vào đội hoặc không, trường hợp từ chối tất cả các lựa chọn hoặc không đội trưởng nào chọn thì sẽ được đội trưởng lựa chọn bổ sung sau đó. Giống như ở Live Stage 3, các đội tham gia vào bốn trò chơi để tích lũy điểm số và giành thứ tự chọn bài hát; tổng cộng có tám bài hát mới và mỗi đội sở hữu hai bài hát.
Quy tắc thi đấu cho vòng 4 được xây dựng theo hình thức "ghế nóng" (hot chair), bao gồm hai vòng đấu. Các đội trình diễn một tiết mục ở mỗi vòng và khán giả trường quay bình chọn cho các em xinh sau khi tiết mục kết thúc, đội có tổng điểm cao hơn sau mỗi tiết mục thì giành quyền sở hữu ghế nóng. Đội giữ được ghế nóng đến hết vòng thì là đội chiến thắng trong vòng đó và được thưởng 20 điểm cá nhân cho mỗi thành viên trong đội. Dựa trên tổng điểm đội và tổng điểm cá nhân sau hai vòng đấu, hai đội đứng thứ ba và thứ tư chung cuộc phải loại hai cặp thành viên có số điểm thấp nhất, cùng với hai người thấp điểm nhất trong 16 em xinh còn lại phải dừng cuộc chơi. Đặc biệt, nếu một đội giành chiến thắng trong cả hai vòng đấu, tất cả các thành viên đều được an toàn bất kể thứ hạng cá nhân.
Kết thúc vòng trình diễn thứ tư, đội Lyhan giành hạng nhất chung cuộc và được bảo toàn tất cả các thành viên; hai cặp thành viên Mỹ Mỹ và Quỳnh Anh Shyn (đội Bích Phương), Liu Grace và Saabirose (đội Lâm Bảo Ngọc), cùng với hai em xinh thấp điểm nhất trong số các em xinh còn lại là Vũ Thảo My (đội Phuơng Ly) và Juky San (đội Bích Phương) là những người phải chia tay với chương trình. Tuy nhiên, để đảm bảo đội hình cho đêm chung kết, hai em xinh nữa đã được lựa chọn trong số những người đã bị loại. Đội Lyhan đã sử dụng quyền cứu của mình cho Saabirose, trong khi Juky San là người được hồi sinh thông qua một vòng bình chọn đặc biệt giữa 15 em xinh còn lại.
| 4                           | 1      | "Chẳng phải anh đâu" (RedT, Gxxfy, Tieman, Tinle, Minsicko, Orange, Vũ Thảo My, 52Hz)                                                 | Phương Ly      | 1140 | 1140      | 1140     |
| 4                           | 1      | "Chẳng phải anh đâu" (RedT, Gxxfy, Tieman, Tinle, Minsicko, Orange, Vũ Thảo My, 52Hz)                                                 | Orange         | 1140 | 1140      | 1140     |
| 4                           | 1      | "Chẳng phải anh đâu" (RedT, Gxxfy, Tieman, Tinle, Minsicko, Orange, Vũ Thảo My, 52Hz)                                                 | Vũ Thảo My     | 1140 | 1140      | 1140     |
| 4                           | 1      | "Chẳng phải anh đâu" (RedT, Gxxfy, Tieman, Tinle, Minsicko, Orange, Vũ Thảo My, 52Hz)                                                 | Châu Bùi       | 1140 | 1140      | 1140     |
| 4                           | 1      | "Chẳng phải anh đâu" (RedT, Gxxfy, Tieman, Tinle, Minsicko, Orange, Vũ Thảo My, 52Hz)                                                 | 52Hz           | 1140 | 1140      | 1140     |
| 2                           | 2      | "Bắc thang lên hỏi ông trời" (Di Di, Masew, DJ Feliks, Mary, Lamoon)                                                                  | Bích Phương    | 1094 | 1094      | 1094     |
| 2                           | 2      | "Bắc thang lên hỏi ông trời" (Di Di, Masew, DJ Feliks, Mary, Lamoon)                                                                  | Mỹ Mỹ          | 1094 | 1094      | 1094     |
| 2                           | 2      | "Bắc thang lên hỏi ông trời" (Di Di, Masew, DJ Feliks, Mary, Lamoon)                                                                  | Quỳnh Anh Shyn | 1094 | 1094      | 1094     |
| 2                           | 2      | "Bắc thang lên hỏi ông trời" (Di Di, Masew, DJ Feliks, Mary, Lamoon)                                                                  | Juky San       | 1094 | 1094      | 1094     |
| 2                           | 2      | "Bắc thang lên hỏi ông trời" (Di Di, Masew, DJ Feliks, Mary, Lamoon)                                                                  | Lamoon         | 1094 | 1094      | 1094     |
| 1                           | 3      | "Lắm lúc" (Jabb Võ (Tổng Đài), BeeBB, Sonny Ngo, Minsicko, Tiên Tiên, MaiQuinn, Lyhan)                                                | Tiên Tiên      | 1161 | 1161      | 1161     |
| 1                           | 3      | "Lắm lúc" (Jabb Võ (Tổng Đài), BeeBB, Sonny Ngo, Minsicko, Tiên Tiên, MaiQuinn, Lyhan)                                                | Miu Lê         | 1161 | 1161      | 1161     |
| 1                           | 3      | "Lắm lúc" (Jabb Võ (Tổng Đài), BeeBB, Sonny Ngo, Minsicko, Tiên Tiên, MaiQuinn, Lyhan)                                                | Bảo Anh        | 1161 | 1161      | 1161     |
| 1                           | 3      | "Lắm lúc" (Jabb Võ (Tổng Đài), BeeBB, Sonny Ngo, Minsicko, Tiên Tiên, MaiQuinn, Lyhan)                                                | MaiQuinn       | 1161 | 1161      | 1161     |
| 1                           | 3      | "Lắm lúc" (Jabb Võ (Tổng Đài), BeeBB, Sonny Ngo, Minsicko, Tiên Tiên, MaiQuinn, Lyhan)                                                | Lyhan          | 1161 | 1161      | 1161     |
| 3                           | 4      | "Bad Liar" (Belle MJ, BWGW, Anh Bùi, Minsicko, Gxxfy, DucNN, DTAP, Lâm Bảo Ngọc, Liu Grace, Saabirose, Phương Mỹ Chi, Pháo Northside) | Lâm Bảo Ngọc   | 1159 | 1159      | 1159     |
| 3                           | 4      | "Bad Liar" (Belle MJ, BWGW, Anh Bùi, Minsicko, Gxxfy, DucNN, DTAP, Lâm Bảo Ngọc, Liu Grace, Saabirose, Phương Mỹ Chi, Pháo Northside) | Liu Grace      | 1159 | 1159      | 1159     |
| 3                           | 4      | "Bad Liar" (Belle MJ, BWGW, Anh Bùi, Minsicko, Gxxfy, DucNN, DTAP, Lâm Bảo Ngọc, Liu Grace, Saabirose, Phương Mỹ Chi, Pháo Northside) | Saabirose      | 1159 | 1159      | 1159     |
| 3                           | 4      | "Bad Liar" (Belle MJ, BWGW, Anh Bùi, Minsicko, Gxxfy, DucNN, DTAP, Lâm Bảo Ngọc, Liu Grace, Saabirose, Phương Mỹ Chi, Pháo Northside) | Phương Mỹ Chi  | 1159 | 1159      | 1159     |
| 3                           | 4      | "Bad Liar" (Belle MJ, BWGW, Anh Bùi, Minsicko, Gxxfy, DucNN, DTAP, Lâm Bảo Ngọc, Liu Grace, Saabirose, Phương Mỹ Chi, Pháo Northside) | Pháo Northside | 1159 | 1159      | 1159     |
| Vòng Hotchair thứ hai       |        | |                |      |           |          |
| Đội                         | Thứ tự | Bài hát biểu diễn (Tác giả) | Thành viên     | Điểm | Tổng điểm | Kết quả  |
| 3                           | 1      | "Duyên" (Novasquad, CM1X, DTAP, Thyself (INUS), Upin (INUS), Phương Mỹ Chi, Pháo Northside)                                           | Lâm Bảo Ngọc   | 1113 | 2272      | Đi tiếp  |
| 3                           | 1      | "Duyên" (Novasquad, CM1X, DTAP, Thyself (INUS), Upin (INUS), Phương Mỹ Chi, Pháo Northside)                                           | Liu Grace      | 1113 | 2272      | Bị loại  |
| 3                           | 1      | "Duyên" (Novasquad, CM1X, DTAP, Thyself (INUS), Upin (INUS), Phương Mỹ Chi, Pháo Northside)                                           | Saabirose      | 1113 | 2272      | Được cứu |
| 3                           | 1      | "Duyên" (Novasquad, CM1X, DTAP, Thyself (INUS), Upin (INUS), Phương Mỹ Chi, Pháo Northside)                                           | Phương Mỹ Chi  | 1113 | 2272      | Đi tiếp  |
| 3                           | 1      | "Duyên" (Novasquad, CM1X, DTAP, Thyself (INUS), Upin (INUS), Phương Mỹ Chi, Pháo Northside)                                           | Pháo Northside | 1113 | 2272      | Đi tiếp  |
| 2                           | 2      | "Cách (yêu đúng) điệu" (Jaysonlei, Ánh Sáng AZA, Minsicko, J4RDIN, DuongK, Bích Phương, Mỹ Mỹ, Quỳnh Anh Shyn, Juky San)              | Bích Phương    | 1088 | 2182      | Đi tiếp  |
| 2                           | 2      | "Cách (yêu đúng) điệu" (Jaysonlei, Ánh Sáng AZA, Minsicko, J4RDIN, DuongK, Bích Phương, Mỹ Mỹ, Quỳnh Anh Shyn, Juky San)              | Mỹ Mỹ          | 1088 | 2182      | Bị loại  |
| 2                           | 2      | "Cách (yêu đúng) điệu" (Jaysonlei, Ánh Sáng AZA, Minsicko, J4RDIN, DuongK, Bích Phương, Mỹ Mỹ, Quỳnh Anh Shyn, Juky San)              | Quỳnh Anh Shyn | 1088 | 2182      | Bị loại  |
| 2                           | 2      | "Cách (yêu đúng) điệu" (Jaysonlei, Ánh Sáng AZA, Minsicko, J4RDIN, DuongK, Bích Phương, Mỹ Mỹ, Quỳnh Anh Shyn, Juky San)              | Juky San       | 1088 | 2182      | Hồi sinh |
| 2                           | 2      | "Cách (yêu đúng) điệu" (Jaysonlei, Ánh Sáng AZA, Minsicko, J4RDIN, DuongK, Bích Phương, Mỹ Mỹ, Quỳnh Anh Shyn, Juky San)              | Lamoon         | 1088 | 2182      | Đi tiếp  |
| Tập 11 (9 tháng 8 năm 2025) |        | |                |      |           |          |
| 1                           | 3      | "Tín hiệu yêu" (Novasquad, Neural, BeeBB, Minsicko, Tiên Tiên, MaiQuinn, Lyhan)                                                       | Tiên Tiên      | 1115 | 2376      | Đi tiếp  |
| 1                           | 3      | "Tín hiệu yêu" (Novasquad, Neural, BeeBB, Minsicko, Tiên Tiên, MaiQuinn, Lyhan)                                                       | Miu Lê         | 1115 | 2376      | Đi tiếp  |
| 1                           | 3      | "Tín hiệu yêu" (Novasquad, Neural, BeeBB, Minsicko, Tiên Tiên, MaiQuinn, Lyhan)                                                       | Bảo Anh        | 1115 | 2376      | Đi tiếp  |
| 1                           | 3      | "Tín hiệu yêu" (Novasquad, Neural, BeeBB, Minsicko, Tiên Tiên, MaiQuinn, Lyhan)                                                       | MaiQuinn       | 1115 | 2376      | Đi tiếp  |
| 1                           | 3      | "Tín hiệu yêu" (Novasquad, Neural, BeeBB, Minsicko, Tiên Tiên, MaiQuinn, Lyhan)                                                       | Lyhan          | 1115 | 2376      | Đi tiếp  |
| 4                           | 4      | "Cứ đổ tại cơn mưa" (Trid Minh, Sonny Ngo, Wokeup, Nguyễn Thanh Bình (N.T.B), Orange, 52Hz)                                           | Phương Ly      | 1131 | 2371      | Đi tiếp  |
| 4                           | 4      | "Cứ đổ tại cơn mưa" (Trid Minh, Sonny Ngo, Wokeup, Nguyễn Thanh Bình (N.T.B), Orange, 52Hz)                                           | Orange         | 1131 | 2371      | Đi tiếp  |
| 4                           | 4      | "Cứ đổ tại cơn mưa" (Trid Minh, Sonny Ngo, Wokeup, Nguyễn Thanh Bình (N.T.B), Orange, 52Hz)                                           | Vũ Thảo My     | 1131 | 2371      | Bị loại  |
| 4                           | 4      | "Cứ đổ tại cơn mưa" (Trid Minh, Sonny Ngo, Wokeup, Nguyễn Thanh Bình (N.T.B), Orange, 52Hz)                                           | Châu Bùi       | 1131 | 2371      | Đi tiếp  |
| 4                           | 4      | "Cứ đổ tại cơn mưa" (Trid Minh, Sonny Ngo, Wokeup, Nguyễn Thanh Bình (N.T.B), Orange, 52Hz)                                           | 52Hz           | 1131 | 2371      | Đi tiếp  |

- Em xinh là đội trưởng của đội.
- Đội giành hot chair của mỗi vòng đấu.
- Đội chiến thắng chung cuộc của vòng đấu.

### Live Stage 5 – Chung kết
Tại vòng trình diễn thứ năm, 16 em xinh cuối cùng được chia thành bốn đội với bốn thành viên cho mỗi đội. Phương Ly, Lyhan, 52Hz và Phương Mỹ Chi được công bố là bốn đội trưởng mới của vòng này nhờ việc giành bốn vị trí dẫn đầu trên bảng điểm cá nhân sau Live Stage 4; mỗi đội trưởng được nhận diện bằng một màu sắc kèm theo một slogan về bản thân. Các em xinh còn lại điền vào phiếu yêu thích cho hai trong bốn màu sắc và một slogan của đội trưởng mà không được biết danh tính của các đội trưởng. Quá trình chọn đội được diễn ra theo hình thức gọi điện thoại, với tổng cộng ba lượt gọi.
- Lượt thứ nhất, dựa trên số lượng màu sắc được lựa chọn từ các lá phiếu tổng hợp, các đội trưởng theo thứ tự được gọi điện để dò hỏi tối đa ba mã số của ba thành viên mà họ cho rằng đã chọn mình (đội trưởng lúc này không biết được thứ hạng cụ thể của từng thành viên). Cuộc gọi chỉ được thực hiện nếu mã số đó trùng khớp với danh sách thành viên đã đăng ký; nếu gọi sai mã số hoặc gọi trùng số đã được sử dụng (do có thành viên đã được lập đội hoặc từ chối và ra "bể dâu"), đội trưởng bị mất một lần gọi và phải đứng cuối hàng chờ cho đến khi nối máy thành công.
- Lượt thứ hai, hai thành viên có thứ hạng cao nhất và hai thành viên có thứ hạng thấp nhất được quyền gọi điện cho một đội trưởng dựa theo màu sắc mà họ chọn. Nếu đội trưởng đồng ý, thành viên được nhập vào đội đó, ngược lại thành viên phải ra "bể dâu".
- Lượt thứ ba, dựa trên danh sách thứ hạng được cung cấp, đội trưởng chọn và gọi điện cho một thành viên mà họ muốn, thành viên này không có quyền từ chối đội trưởng. Những em xinh chưa có đội ở "bể dâu" phải tự kết nối với đội trưởng theo thứ tự xếp hạng; đội trưởng không thể từ chối trừ trường hợp đội đã có đủ số lượng.

Các đội vừa thành lập sẽ tham gia ba trò chơi để giành thứ tự chọn bài hát giống như vòng trước. Mỗi em xinh trong đêm chung kết phải trình diễn hai tiết mục, gồm một tiết mục cá nhân và một tiết mục chung cùng cả đội.
Đối với vòng chung kết, khán giả tham gia bình chọn cho các em xinh trực tuyến trên ứng dụng VieON, bình chọn diễn ra từ 23:00 ngày 9 tháng 8 đến 22:00 ngày 23 tháng 8. Vào tập cuối cùng (được truyền hình trực tiếp), những người nhận được nhiều bình chọn nhất từ khán giả sẽ được xuất hiện trong một "nhóm nhạc toàn năng", trong đó em xinh được bầu chọn nhiều nhất trở thành quán quân của chương trình. 
| Vòng trình diễn sân khấu thứ năm: Chung kết và xếp hạng                   | Vòng trình diễn sân khấu thứ năm: Chung kết và xếp hạng                   | Vòng trình diễn sân khấu thứ năm: Chung kết và xếp hạng                                                                | Vòng trình diễn sân khấu thứ năm: Chung kết và xếp hạng                   | Vòng trình diễn sân khấu thứ năm: Chung kết và xếp hạng                   | Vòng trình diễn sân khấu thứ năm: Chung kết và xếp hạng                   |
| Tập 12 & 13 – Chung kết 1 – Trình diễn cá nhân (16 & 17 tháng 8 năm 2025) | Tập 12 & 13 – Chung kết 1 – Trình diễn cá nhân (16 & 17 tháng 8 năm 2025) | Tập 12 & 13 – Chung kết 1 – Trình diễn cá nhân (16 & 17 tháng 8 năm 2025)                                              | Tập 12 & 13 – Chung kết 1 – Trình diễn cá nhân (16 & 17 tháng 8 năm 2025) | Tập 12 & 13 – Chung kết 1 – Trình diễn cá nhân (16 & 17 tháng 8 năm 2025) | Tập 12 & 13 – Chung kết 1 – Trình diễn cá nhân (16 & 17 tháng 8 năm 2025) |
| Thứ tự                                                                    | Thứ tự                                                                    | Bài hát biểu diễn (Tác giả)                                                                                            | Em xinh                                                                   | Số phiếu bình chọn                                                        | Kết quả                                                                   |
| ------------------------------------------------------------------------- | ------------------------------------------------------------------------- | --- | ------------------------------------------------------------------------- | ------------------------------------------------------------------------- | ------------------------------------------------------------------------- |
| 1                                                                         | 1                                                                         | "Lời thú tội" (Saabirose, Kado)                                                                                        | Saabirose                                                                 |                                                                           |                                                                           |
| 2                                                                         | 2                                                                         | "Ái kỷ" (J4RDIN, Dlight, Lê Văn Khánh Hưng)                                                                            | Lâm Bảo Ngọc                                                              |                                                                           |                                                                           |
| 3                                                                         | 3                                                                         | "Trời sao" (52Hz, Đoàn Minh Vũ)                                                                                        | 52Hz                                                                      |                                                                           |                                                                           |
| 4                                                                         | 4                                                                         | "Ếch ngoài đáy giếng" (Phương Mỹ Chi, DTAP, Billy, Vừng A Dính, Aki, Chuột Sấm Sét, Upin (INUS))                       | Phương Mỹ Chi                                                             |                                                                           |                                                                           |
| 5                                                                         | 5                                                                         | "Dương gian" (Lamoon, JustaTee)                                                                                        | Lamoon                                                                    |                                                                           |                                                                           |
| 6                                                                         | 6                                                                         | "Thao túng tâm lý" (MaiQuinn, Pixel Neko)                                                                              | MaiQuinn                                                                  |                                                                           |                                                                           |
| 7                                                                         | 7                                                                         | "Người đầu tiên" (Juky San, Hưng Con)                                                                                  | Juky San                                                                  |                                                                           |                                                                           |
| 8                                                                         | 8                                                                         | "Cô ấy không yêu anh" (Châu Đăng Khoa, Phúc Du, Minsicko)                                                              | Bảo Anh                                                                   |                                                                           |                                                                           |
|                                                                           |                                                                           | |                                                                           |                                                                           |                                                                           |
| 9                                                                         | 9                                                                         | "Đan bàn tay" (Harosé, Binz, Nguyễn Thanh Bình (N.T.B))                                                                | Châu Bùi                                                                  |                                                                           |                                                                           |
| 10                                                                        | 10                                                                        | "Lội ngược dòng" (Orange, J4RDIN, Wokeup, Nguyễn Thanh Bình (N.T.B))                                                   | Orange                                                                    |                                                                           |                                                                           |
| 11                                                                        | 11                                                                        | "Live My Way" (Tiên Tiên, Coldie, DucNN, Mikedeel)                                                                     | Tiên Tiên                                                                 |                                                                           |                                                                           |
| 12                                                                        | 12                                                                        | "Rơi tự do" (Lyhan, Trần Trọng Quỳnh, Lê Công Thành, Hồ Đắc Nhật Tân, Minh Đinh, Sir&Sage, Hooligan, Nguyễn Trọng Kha) | Lyhan                                                                     |                                                                           |                                                                           |
| 13                                                                        | 13                                                                        | "Chu kỳ mới" (J4RDIN, DuongK)                                                                                          | Bích Phương                                                               |                                                                           |                                                                           |
| 14                                                                        | 14                                                                        | "Đi về" (Pháo Northside, Machiot, DJ Feliks)                                                                           | Pháo Northside                                                            |                                                                           |                                                                           |
| 15                                                                        | 15                                                                        | "Em thích là được" (Tuno, CoolKid, OnlyC, Justin TechN9)                                                               | Miu Lê                                                                    |                                                                           |                                                                           |
| 16                                                                        | 16                                                                        | "Vỗ tay" (Trid Minh, Wokeup)                                                                                           | Phương Ly                                                                 |                                                                           |                                                                           |
| Tập 14 – Chung kết 2 – Trình diễn nhóm (23 tháng 8 năm 2025)              |                                                                           | |                                                                           |                                                                           |                                                                           |
| Thứ tự                                                                    | Nhóm                                                                      | Bài hát biểu diễn (Tác giả)                                                                                            | Bài hát biểu diễn (Tác giả)                                               | Thành viên                                                                | Thành viên                                                                |
|                                                                           |                                                                           | "Đầu mèo đuôi chuột" (DC Tâm, Neural)                                                                                  | "Đầu mèo đuôi chuột" (DC Tâm, Neural)                                     | Phương Ly                                                                 | Phương Ly                                                                 |
| Tiên Tiên                                                                 |                                                                           | "Đầu mèo đuôi chuột" (DC Tâm, Neural)                                                                                  | "Đầu mèo đuôi chuột" (DC Tâm, Neural)                                     |                                                                           |                                                                           |
| Miu Lê                                                                    |                                                                           | "Đầu mèo đuôi chuột" (DC Tâm, Neural)                                                                                  | "Đầu mèo đuôi chuột" (DC Tâm, Neural)                                     |                                                                           |                                                                           |
| MaiQuinn                                                                  |                                                                           | "Đầu mèo đuôi chuột" (DC Tâm, Neural)                                                                                  | "Đầu mèo đuôi chuột" (DC Tâm, Neural)                                     |                                                                           |                                                                           |
|                                                                           |                                                                           | "Hourglass" (Orange)                                                                                                   | "Hourglass" (Orange)                                                      | Châu Bùi                                                                  | Châu Bùi                                                                  |
| Juky San                                                                  |                                                                           | "Hourglass" (Orange)                                                                                                   | "Hourglass" (Orange)                                                      |                                                                           |                                                                           |
| Lyhan                                                                     |                                                                           | "Hourglass" (Orange)                                                                                                   | "Hourglass" (Orange)                                                      |                                                                           |                                                                           |
| Saabirose                                                                 |                                                                           | "Hourglass" (Orange)                                                                                                   | "Hourglass" (Orange)                                                      |                                                                           |                                                                           |
|                                                                           |                                                                           | "Tadida" (NamNam, Neural)                                                                                              | "Tadida" (NamNam, Neural)                                                 | Bích Phương                                                               | Bích Phương                                                               |
| Bảo Anh                                                                   |                                                                           | "Tadida" (NamNam, Neural)                                                                                              | "Tadida" (NamNam, Neural)                                                 |                                                                           |                                                                           |
| Lâm Bảo Ngọc                                                              |                                                                           | "Tadida" (NamNam, Neural)                                                                                              | "Tadida" (NamNam, Neural)                                                 |                                                                           |                                                                           |
| 52Hz                                                                      |                                                                           | "Tadida" (NamNam, Neural)                                                                                              | "Tadida" (NamNam, Neural)                                                 |                                                                           |                                                                           |
|                                                                           |                                                                           | "Morse Code" (Novasquad, C Bảo)                                                                                        | "Morse Code" (Novasquad, C Bảo)                                           | Orange                                                                    | Orange                                                                    |
| Phương Mỹ Chi                                                             |                                                                           | "Morse Code" (Novasquad, C Bảo)                                                                                        | "Morse Code" (Novasquad, C Bảo)                                           |                                                                           |                                                                           |
| Pháo Northside                                                            |                                                                           | "Morse Code" (Novasquad, C Bảo)                                                                                        | "Morse Code" (Novasquad, C Bảo)                                           |                                                                           |                                                                           |
| Lamoon                                                                    |                                                                           | "Morse Code" (Novasquad, C Bảo)                                                                                        | "Morse Code" (Novasquad, C Bảo)                                           |                                                                           |                                                                           |
| Tiết mục đêm công bố và trao giải (Truyền hình trực tiếp)                 |                                                                           | |                                                                           |                                                                           |                                                                           |

## Thứ tự bị loại
| Em xinh╲ Vòng  | Live Stage 1  | Live Stage 1 | Live Stage 1      | Live Stage 1      | Live Stage 1 | Live Stage 2  | Live Stage 2 | Live Stage 3      | Live Stage 3      | Live Stage 3 | Live Stage 4  | Live Stage 4 | Chung kết | Chung kết |
| Em xinh╲ Vòng  | Đấu Liên quân | Đấu Nhóm     | Bình chọn cá nhân | Tổng điểm cá nhân | #            | Điểm cá nhân  | #            | Bình chọn cá nhân | Tổng điểm cá nhân | #            | Điểm cá nhân  | #            | Số phiếu  | Kết quả   |
| -------------- | ------------- | ------------ | ----------------- | ----------------- | ------------ | ------------- | ------------ | ----------------- | ----------------- | ------------ | ------------- | ------------ | --------- | --------- |
| Phương Ly      | 0             | 0            | 249               | 249               | 20           | Đi tiếp (224) | 8            | 270               | Đi tiếp (270)     | 4            | Đi tiếp (502) | 1            |           |           |
| Lyhan          | 50            | 75           | 190               | 315               | 9            | Đi tiếp (233) | 5            | 271               | Đi tiếp (296)     | 1            | Đi tiếp (495) | 2            |           |           |
| 52Hz           | 50            | 75           | 254               | 379               | 2            | Đi tiếp (241) | 1            | 246               | Đi tiếp (266)     | 7            | Đi tiếp (494) | 3            |           |           |
| Phương Mỹ Chi  | 50            | 100          | 251               | 401               | 1            | Đi tiếp (231) | 6            | 251               | Đi tiếp (251)     | 12           | Đi tiếp (483) | 4            |           |           |
| Orange         | 0             | 0            | 248               | 248               | 21           | Đi tiếp (238) | 2            | 247               | Đi tiếp (247)     | 13           | Đi tiếp (480) | 5            |           |           |
| Lâm Bảo Ngọc   | 50            | 0            | 221               | 271               | 15           | Đi tiếp (221) | 10           | 253               | Đi tiếp (273)     | 3            | Đi tiếp (478) | 6            |           |           |
| MaiQuinn       | 50            | 50           | 214               | 314               | 10           | Đi tiếp (201) | 18           | 243               | Đi tiếp (268)     | 6            | Đi tiếp (475) | 7            |           |           |
| Miu Lê         | 0             | 0            | 264               | 264               | 17           | Đi tiếp (236) | 3            | 238               | Đi tiếp (253)     | 9            | Đi tiếp (473) | 8            |           |           |
| Tiên Tiên      | 50            | 100          | 227               | 377               | 3            | Đi tiếp (223) | 9            | 246               | Đi tiếp (246)     | 14           | Đi tiếp (472) | 9            |           |           |
| Bích Phương    | 0             | 100          | 259               | 359               | 4            | Đi tiếp (234) | 4            | 263               | Đi tiếp (278)     | 2            | Đi tiếp (470) | 10           |           |           |
| Bảo Anh        | 0             | 100          | 220               | 320               | 7            | Đi tiếp (221) | 10           | 240               | Đi tiếp (240)     | 18           | Đi tiếp (461) | 11           |           |           |
| Pháo Northside | 50            | 0            | 238               | 288               | 14           | Đi tiếp (187) | 22           | 244               | Đi tiếp (264)     | 8            | Đi tiếp (454) | 12           |           |           |
| Châu Bùi       | 50            | 75           | 202               | 327               | 5            | Đi tiếp (170) | 28           | 241               | Đi tiếp (241)     | 17           | Đi tiếp (453) | 13           |           |           |
| Lamoon         | 0             | 100          | 202               | 302               | 12           | Đi tiếp (186) | 23           | 243               | Đi tiếp (243)     | 15           | Đi tiếp (450) | 14           |           |           |
| Saabirose      | 0             | 50           | 197               | 247               | 22           | Đi tiếp (216) | 13           | 243               | Đi tiếp (243)     | 15           | Đi tiếp (430) | 16           |           |           |
| Juky San       | 50            | 0            | 203               | 253               | 19           | Đi tiếp (200) | 19           | 238               | Đi tiếp (253)     | 9            | Đi tiếp (422) | 19           |           |           |
| Vũ Thảo My     | 0             | 0            | 212               | 212               | 28           | Đi tiếp (207) | 14           | 234               | Đi tiếp (234)     | 20           | Loại (442)    | 15           |           |           |
| Liu Grace      | 0             | 0            | 222               | 222               | 25           | Đi tiếp (225) | 7            | 228               | Đi tiếp (253)     | 9            | Loại (427)    | 17           |           |           |
| Mỹ Mỹ          | 0             | 0            | 218               | 218               | 26           | Đi tiếp (197) | 20           | 244               | Đi tiếp (269)     | 5            | Loại (424)    | 18           |           |           |
| Quỳnh Anh Shyn | 0             | 0            | 215               | 215               | 27           | Đi tiếp (207) | 14           | 214               | Đi tiếp (229)     | 22           | Loại (416)    | 20           |           |           |
| Ánh Sáng AZA   | 50            | 75           | 201               | 326               | 6            | Đi tiếp (217) | 12           | 235               | Loại (235)        | 19           |               |              |           |           |
| Đào Tử A1J     | 50            | 50           | 191               | 291               | 13           | Đi tiếp (207) | 14           | 213               | Loại (233)        | 21           |               |              |           |           |
| Han Sara       | 50            | 0            | 220               | 270               | 16           | Đi tiếp (189) | 21           | 227               | Loại (227)        | 23           |               |              |           |           |
| Muộii          | 50            | 50           | 218               | 318               | 8            | Đi tiếp (205) | 17           | 220               | Loại (220)        | 24           |               |              |           |           |
| Yeolan         | 50            | 75           | 181               | 306               | 11           | Loại (185)    | 24           |                   |                   |              |               |              |           |           |
| Ngô Lan Hương  | 0             | 50           | 210               | 260               | 18           | Loại (183)    | 25           |                   |                   |              |               |              |           |           |
| Hoàng Duyên    | 0             | 0            | 179               | 179               | 29           | Loại (178)    | 26           |                   |                   |              |               |              |           |           |
| LyLy           | 0             | 0            | 223               | 223               | 24           | Loại (171)    | 27           |                   |                   |              |               |              |           |           |
| Danmy          | 50            | 0            | 196               | 246               | 23           | Loại (166)    | 29           |                   |                   |              |               |              |           |           |
| Chi Xê         | 0             | 0            | 170               | 170               | 30           | Loại (160)    | 30           |                   |                   |              |               |              |           |           |

- Em xinh giành chiến thắng chung cuộc.
- Em xinh nằm trong top 10 chung cuộc.
- Em xinh nằm trong top 16 chung cuộc.
- Em xinh có số điểm cao nhất vòng trình diễn, hoặc nằm trong nhóm an toàn ở bất kì vòng trình diễn nào.
- Em xinh nằm trong nhóm được công bố kết quả cuối cùng của vòng trình diễn nhưng an toàn nhờ điểm số cá nhân.
- Em xinh nằm trong nhóm nguy hiểm và bị loại vì có điểm số cá nhân thấp nhất.
- Em xinh nằm trong nhóm bị loại nhưng được hồi sinh nhờ bình chọn của các em xinh.
- Em xinh không tham gia vòng thi do bị loại.
- Không có thông tin.

## Đón nhận
Ngay từ thời điểm công bố sản xuất, nhiều khán giả đã đưa ra phỏng đoán về một cuộc đua tranh giữa Em xinh "say hi" và Chị đẹp đạp gió, hai chương trình âm nhạc đều dành cho các nữ nghệ sĩ. Theo Znews, việc được tận dụng sức ảnh hưởng sẵn có từ chương trình Anh trai "say hi" đã giúp Em xinh "say hi" nhận được sự chú ý ngay từ khi chưa ra mắt. Dù phải cạnh tranh với những chương trình thực tế cùng thể loại đến từ các nhà sản xuất khác, chương trình vẫn có một lợi thế đáng kể nhờ vào dàn nghệ sĩ với nhiều nhân tố nổi bật và đội ngũ sản xuất giàu kinh nghiệm, trong đó có vai trò dẫn dắt của người dẫn chương trình Trấn Thành và giám đốc âm nhạc JustaTee.
Sau ba ngày phát hành, tập đầu tiên đã đạt hơn 4 triệu lượt người xem và đứng ở vị trí thứ ba trên bảng xếp hạng thịnh hành YouTube; đồng thời hai tiết mục biểu diễn trong tập 1, "AAA" và "Đã xinh lại còn thông minh", cùng với bài hát chủ đề "The Real Aura" chia nhau ba vị trí dẫn đầu trên bảng xếp hạng thịnh hành dành cho âm nhạc ở cùng nền tảng. VOH chỉ ra rằng các bài hát trong Live Stage 1 đã thể hiện màu sắc âm nhạc đa dạng, từ những nét bản sắc văn hóa truyền thống đến phong cách thời thượng theo xu hướng quốc tế. Mặc dù được đầu tư kỹ lưỡng về giai điệu, trang phục và sân khấu, các ca khúc đều có chung điểm yếu ở phần lời bài hát chưa quá sâu sắc, chưa thể hiện rõ tinh thần chủ đạo của bài hát.
Tập 3 của chương trình, mặc dù chiếm thời lượng đến hơn 5 tiếng, cũng đã nhanh chóng đạt Top 1 YouTube Trending với 3 triệu lượt xem chỉ trong chưa đầy 24 giờ. Cả tám tiết mục trong vòng trình diễn thứ hai đều chiếm lĩnh vị trí trong top 10 thịnh hành của YouTube (tại thời điểm chiều ngày 3 tháng 7), trong đó có "Gã săn cá" – ca khúc đứng đầu bảng xếp hạng thịnh hành âm nhạc YouTube với hơn 4,7 triệu lượt xem và "Không đau nữa rồi" – ca khúc giành top 1 âm nhạc thịnh hành YouTube nhanh nhất tính đến hết vòng 2. "Không đau nữa rồi" cũng trở thành ca khúc đầu tiên trong chương trình đạt thành tích "perfect all-kill" – chiếm vị trí dẫn đầu trên tất cả các bảng xếp hạng nhạc số tại Việt Nam bao gồm Spotify, Apple Music, Zing MP3, iTunes và NhacCuaTui; ca khúc cùng với phần múa đương đại của Mỹ Mỹ trong màn trình diễn đã trở nên thịnh hành trên mạng xã hội TikTok.

## Tranh cãi

### Sự tham gia của Bảo Anh
Việc Bảo Anh được công bố là một trong 30 "em xinh" của chương trình đã tạo nên nhiều tranh luận trái chiều đối với khán giả; trước đó cô đã tham gia mùa đầu tiên của Chị đẹp đạp gió rẽ sóng – chương trình được xem là đối thủ của Em xinh "say hi" – vào năm 2023, trước khi rút lui vì lý do cá nhân và sức khỏe. Một số ý kiến than phiền về việc Bảo Anh bỏ thi Chị đẹp để tham gia chương trình của đối thủ, trái lại các ý kiến bênh vực cho rằng thời điểm tham gia Chị đẹp đạp gió rẽ sóng cô đang gặp vấn đề về sức khỏe và đã được sự chấp thuận của nhà sản xuất, cho nên cáo buộc cô thiếu trách nhiệm là không có căn cứ.